# Lord Byron
Pour les articles homonymes, voir Byron.

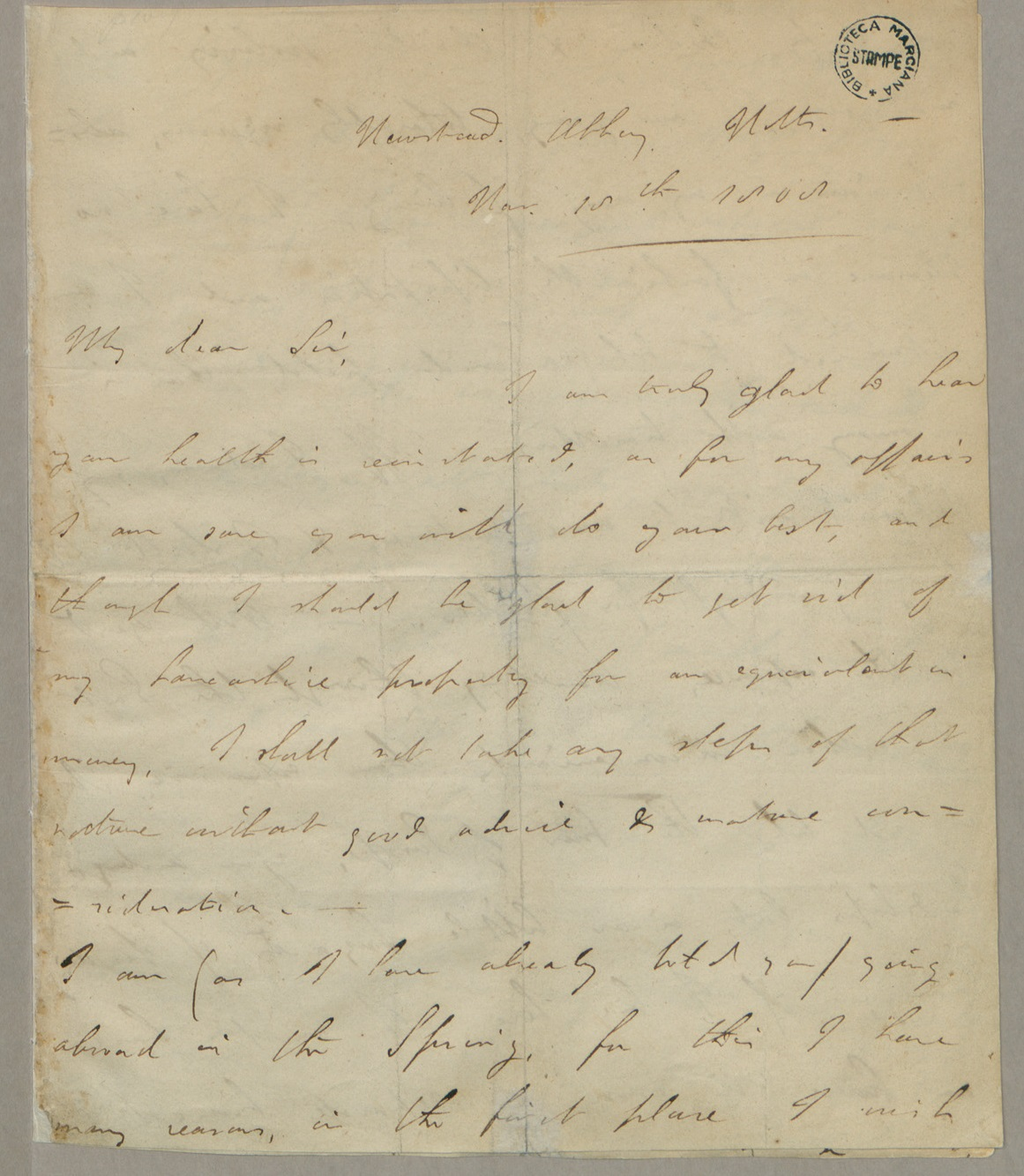
Lettre signée adressée à John Hanson. Source BEIC.

George Gordon Byron, 6e baron Byron, généralement appelé Lord Byron [lɔːd ˈbaɪɹən], est un poète britannique, né le 22 janvier 1788 à Londres et mort le 19 avril 1824 à Missolonghi, en Grèce, alors sous domination ottomane. Il est l'un des plus illustres poètes de l'histoire littéraire de langue anglaise. Bien que classique par le goût, il représente l'une des grandes figures du romantisme de langue anglaise, avec William Blake, William Wordsworth, Samuel Taylor Coleridge, Percy Bysshe Shelley et John Keats.
Il se voulait orateur à la Chambre des lords, mais ce sont ses poésies mélancoliques et semi-autobiographiques qui le rendirent célèbre : Hours of Idleness, et surtout Childe Harold, inspirée par son voyage en Orient, propageant le modèle du héros romantique, dont le retentissant succès en 1813 le surprendra lui-même. Il s’illustre par la suite dans divers genres poétiques, narratif, lyrique, épique, ainsi que dans des œuvres courtes, comptant parmi ses plus connues, par exemple She walks in beauty, When we two parted et So, we'll go no more a roving, chacune d'elles chantant un moment de nostalgie personnelle. Il doit quitter l’Angleterre en 1816, en raison du scandale public causé par l'échec de son mariage et sa relation incestueuse avec sa demi-sœur. Dans ses œuvres suivantes, rompant avec le romantisme de sa jeunesse, il donne libre cours au sarcasme, à son génie de la rime et de l'improvisation, avec Beppo et son œuvre maîtresse, Don Juan.
Grand défenseur de la liberté, révolté contre la politique et la société de son temps, l'Europe du Congrès, il s'est engagé dans toutes les luttes contre l'oppression : en Angleterre dans la défense des Luddites, en Italie avec les Carbonari, en Grèce dans la lutte pour l'indépendance.
Hors norme et sulfureux, homme de conviction autant que de contradictions, à la fois sombre et facétieux, excessif en tout, sportif, aux multiples liaisons (avec des hommes et des femmes), il reste une source d'inspiration pour de nombreux artistes, peintres, musiciens, écrivains et réalisateurs.
Petit-fils de John Byron, il est le père de Lady Ada Byron King de Lovelace et de Elisabeth Médora Leigh-Byron.
La Grèce l'honore comme l'un des héros de sa lutte pour l'indépendance.

## Biographie

### La jeunesse

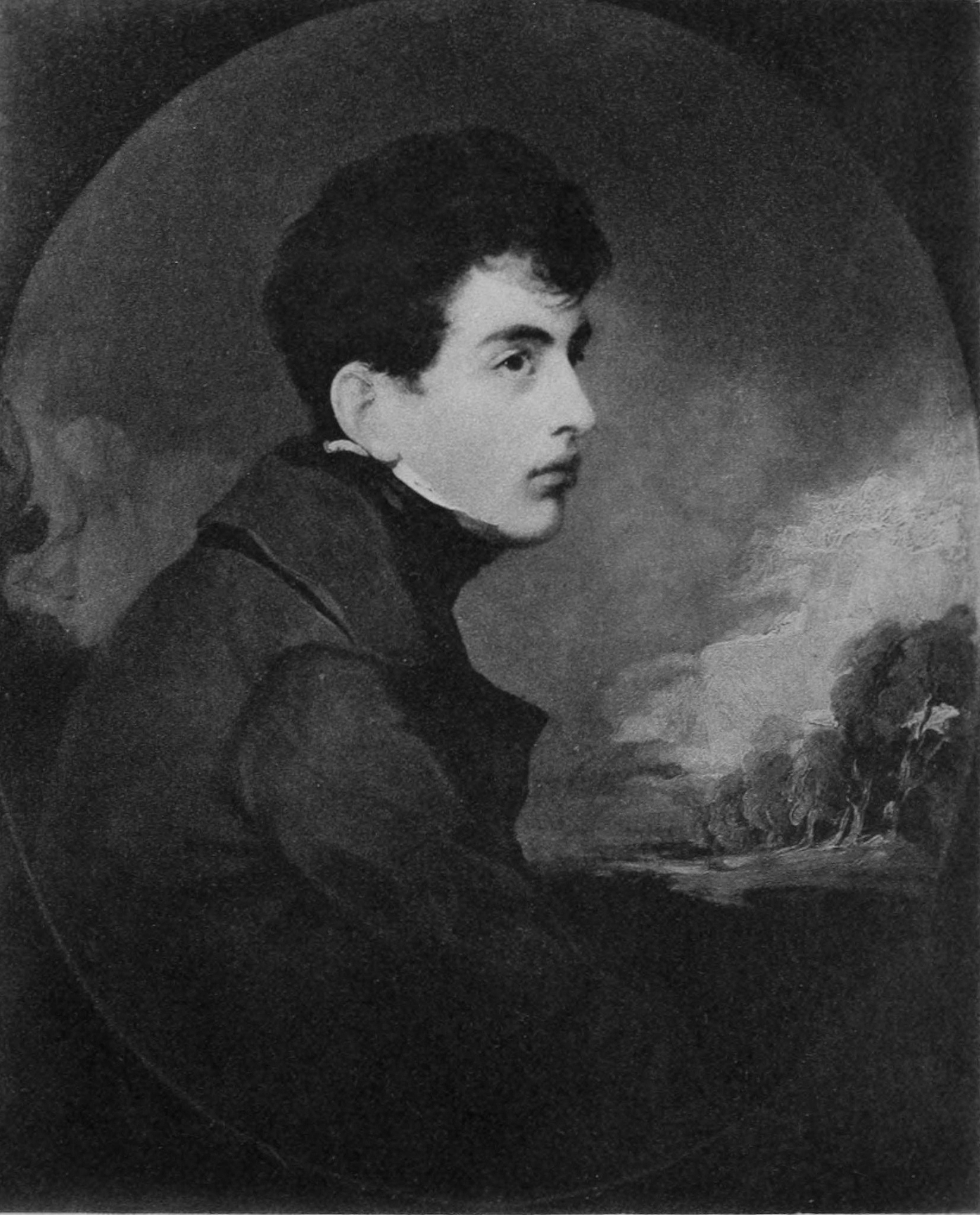
Lord Byron dans sa jeunesse, en 1804-1806.

George Gordon est le fils de John Byron, capitaine aux Coldstream Guards, surnommé « Mad Jack ». Après avoir combattu en Amérique, ce dernier séduit Amelia Osborne, marquise de Carmarthen, fille de Robert Darcy (4e comte d'Holderness), puis déserte pour l'épouser, s'enfuyant avec elle en France, où elle donne naissance à une fille, Augusta (née en 1783), avant de mourir.
Revenu en Grande-Bretagne, il épouse la mère de George Gordon, Catherine Gordon de Gight (1765-1811), issue d’une famille de l'Aberdeenshire, descendant des Stuarts. Il l'épouse pour sa fortune, qu'il dilapidera rapidement. Pour fuir ses créanciers, il déménage régulièrement. Enceinte, Catherine le rejoint quelque temps en France, où elle s'occupe de sa belle-fille Augusta. Ne comprenant pas un mot de français et ruinée, elle rentre en Angleterre pour accoucher à Londres : son fils George Gordon y vient au monde le 22 janvier 1788, au 16 Holles Street, Cavendish Square. L'enfant naît avec le pied droit difforme, un pied bot, le talon soulevé et la plante tournée vers l'intérieur, et Catherine Gordon écrit « Le pied de George est tourné vers l'intérieur ; c'est son pied droit. En réalité, il marche sur le côté du pied ». Toute sa vie, Byron devra porter une chaussure orthopédique et conservera une légère claudication.
N'ayant que peu de moyens, Catherine Gordon se retire à Aberdeen en Écosse, où elle vit avec un mince revenu de cent trente livres (130 £). Après avoir résidé un court moment auprès de sa femme et de son fils, John Byron retourne en France et fréquente des femmes de chambre et des actrices. Il meurt à Valenciennes en 1791.

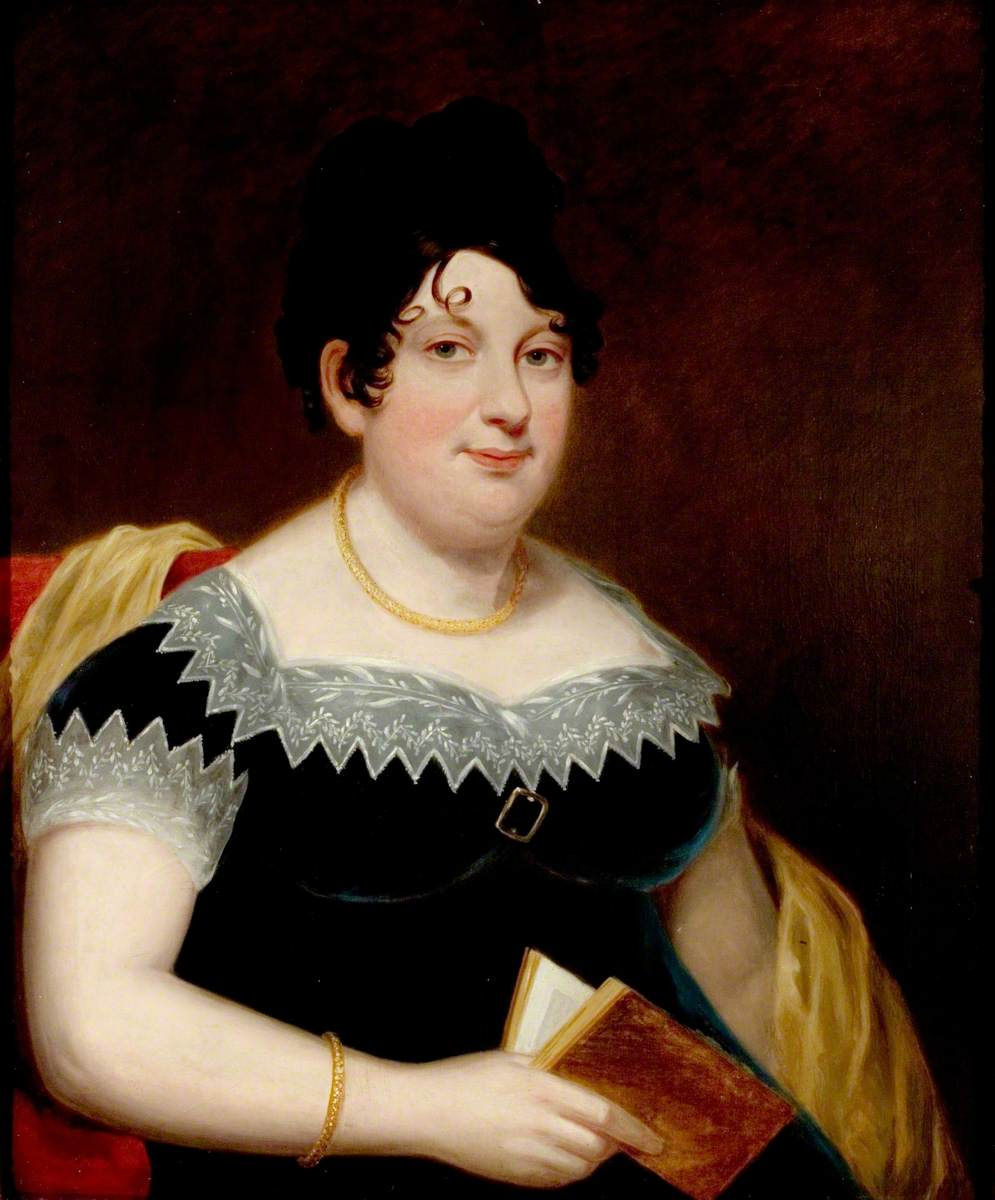
Portrait de Catherine Gordon de Gight, mère de Lord Byron, par Thomas Stewardson.

Orphelin de père dès l'âge de trois ans, Byron étudie d'abord dans une école de quartier avant d'entrer en 1794 dans un collège d'Aberdeen pour apprendre le latin. Il s'y avère être un élève médiocre, mais commence à beaucoup lire, notamment de nombreux récits sur l'Orient,.
Le caractère irascible et capricieux de sa mère, qui reporte sur lui l’amour débordant et la colère qu’elle éprouvait pour son père, fait naître en Byron une certaine irritabilité, qui se manifestera plus tard, notamment lors de son mariage. Il entre remarquablement dans les canons de la beauté de l'époque, bien qu’un peu joufflu durant ses jeunes années, des yeux gris-bleu, des cheveux auburn bouclés, d'une grande timidité, il est complexé par son infirmité, qu'il compense par des activités sportives intenses, particulièrement la course et la natation, pratiquées durant ses vacances dans la vallée de la Dee. C'est là qu'il apprend à se sentir écossais : portant le tartan des Gordon, ses promenades lui font apprécier les montagnes des alentours :

« Ma naissance me rendit à demi écossais
Par mon éducation je le suis tout entier ».

Il rencontre, probablement en 1795, sa cousine Marie Duff, qui le plonge dans un amour fébrile : « […] mon chagrin, mon amour pour cette petite fille étaient si violents que je me demande parfois si j'ai jamais été épris depuis lors ». C'est vers 1797, alors qu'il a neuf ans, que sa gouvernante May Gray, femme très pieuse qui lui a appris à lire la Bible, « venait le trouver dans son lit et jouait avec son corps ».

### Newstead et Harrow

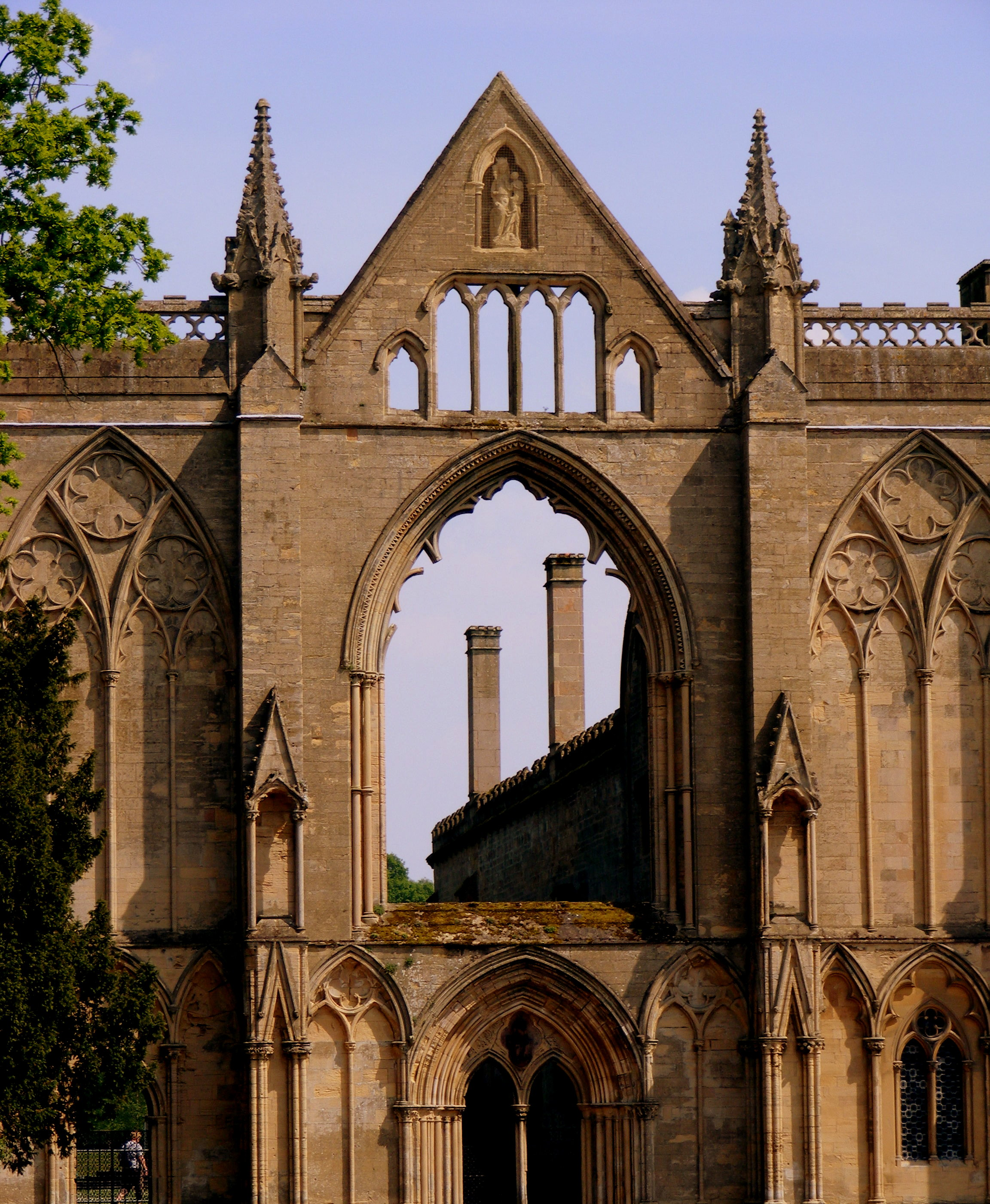
Newstead Abbey auquel Byron est très attaché : « tombeau cloîtré de guerriers, de moines et de châtelaines, dont les ombres pensives glissent autour de tes ruines » écrit-il dans Hours of Idleness.

En mai 1798, conformément à la loi anglaise il hérite à dix ans du titre de son grand-oncle Lord William, cinquième baron Byron of Rochdale, mort sans héritier direct, et du domaine ancestral de Newstead Abbey, au cœur de la forêt de Sherwood, ancienne abbaye donnée à l'un de ses ancêtres par Henri VIII.
La demeure est dans un état de grand délabrement (le grand-oncle était mort endetté du fait qu'il avait entrepris de ruiner le domaine afin de déshériter son fils… mort avant lui), mais ces ruines gothiques, ainsi que les armoiries des Byron, fascinent le jeune garçon. C'est là qu'au cours de l'été 1800 (il a 12 ans) il s'éprend de sa cousine Margaret Parker, « l'une des plus belles et évanescentes créatures [qui soient] », pour laquelle il compose ses premiers poèmes.
En avril 1801 son entourage, jugeant le laxisme de sa mère nocif pour l’enfant, décide de l'envoyer, grâce à une pension de la Chancellerie, à la Public School de Harrow. Il s'y fait remarquer à la fois par son indiscipline et par son intelligence,, s’y fait des amis – nobles et roturiers, se bagarre pour défendre les plus jeunes, fait des bêtises, lit beaucoup, s'essaye à tous les sports, et devient un bon joueur de cricket. Lors de vacances à Newstead Abbey en 1803, il s’éprend d’une jeune fille du voisinage, Mary Chaworth, et refuse de retourner à l’école. Il n’a que quinze ans et Mary, de deux ans plus âgée, déjà fiancée, dédaigne cet enfant boiteux et potelé : « Elle personnifiait l’idéal de toute la beauté que mon imagination juvénile pouvait concevoir, et tous mes fantasmes sur la nature céleste des femmes ont trouvé leur origine dans la perfection que mon rêve avait créée en elle — je dis bien créée, car je me suis rendu compte que, comme toutes les autres créatures de son sexe, elle était tout sauf angélique ».

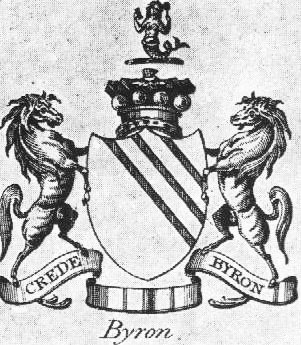
Armoiries de Lord Byron.

Newstead est loué à un certain Lord Grey, qui, semble-t-il, fait des avances sexuelles à Byron. Il en est horrifié, et retourne à l’école en janvier. Il se console avec l’affection platonique qu'il éprouve pour son camarade le comte de Clare : « Mes amitiés à l'école étaient pour moi des passions (car j'ai toujours été ardent) ; mais je ne crois pas qu'une seule d'entre elles ait survécu […] jusqu'à ce jour. Celle qui me lia à Lord Clare fut l'une des premières et des plus durables ». Il rencontre sa demi-sœur Augusta, qui devient sa confidente. Dans ses lettres, il se plaint des reproches continuels de sa mère, qui le compare à son père, et du comportement de Lord Grey. Il rêve de devenir orateur parlementaire et, au cours de vacances à Londres, il va écouter des discours à la Chambre des Communes.

### Heures d’oisiveté

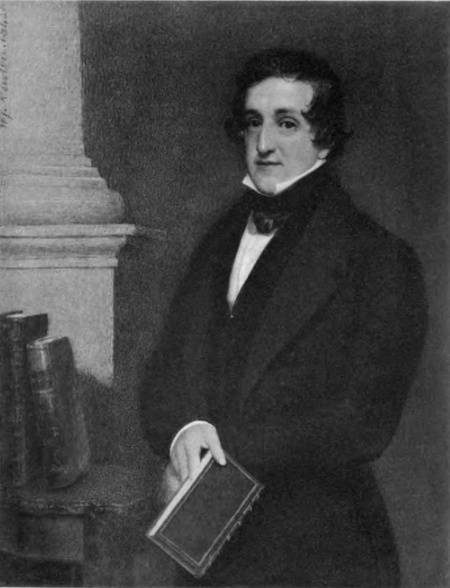
Portrait de John Cam Hobhouse.

À 17 ans, en octobre 1805, il entre au Trinity College de Cambridge, à contrecœur et attristé par le mariage de Mary Chaworth : « Lorsque j’arrivais à Trinity […] j’étais malheureux et désespéré à l’extrême. J’étais navré de quitter Harrow que j’avais appris à aimer les deux dernières années ; navré d’aller à Cambridge et non à Oxford […] ; navré pour diverses autres raisons personnelles ; et par conséquent, à peu près aussi sociable qu’un loup séparé de sa bande ».
S'il y étudie peu : « Depuis que j'ai quitté Harrow, je suis devenu paresseux et vaniteux à force de gribouiller des vers et de courtiser des femmes », il y noue des amitiés durables, avec Charles Skinner Matthews, Scrope Bedmore Davies, et John Cam Hobhouse, en compagnie duquel il fréquente le club Whig de Cambridge, et qu'il surnomme affectueusement Hobby, ainsi qu’une relation amoureuse platonique avec un jeune choriste, John Edleston.
Il obtient très vite ses « diplômes dans l'art du vice », tout en étant « le plus sérieux de tout le collège ». Il s'achète un ours, qu'il loge au-dessus de sa chambre, flirte avec des femmes, fréquente des prostituées, s'endette, fait un régime,, nage beaucoup, joue au cricket, apprend la boxe et l'escrime. Il commence surtout à publier des vers à compte d'auteur, d'abord des poèmes galants et satiriques, qui lui valent les critiques de son entourage. Il décide alors d'adopter « un registre infiniment correct et miraculeusement chaste ». Ce sera Heures d'oisiveté (Hours of Idleness), publié en juin 1807, et dont le titre a été choisi par l'éditeur, où s’étalent ses passions précoces, son humeur fantasque, son scepticisme et sa misanthropie.
N'ayant rien appris à Cambridge, mais diplômé, il vit à Londres et s'épuise auprès des prostituées, en fêtes arrosées et en combats de boxe. Pour mettre fin à cette vie de débauche, qui altère sa santé et le ruine, ainsi que pour préparer sa carrière au Parlement, l'idée d'un voyage en Grèce germe dans son esprit. Il écrit à sa mère le 2 novembre 1808 : « Si l'on ne voit pas d'autres pays que le sien, on ne peut pas donner ses chances à l'humanité ».
Après vérification de ses titres, il est accepté officiellement à la Chambre des lords le 13 mars 1809.
En réaction à une critique cinglante de son recueil Heures d'oisiveté parue dans la revue l'Edinburgh Review, il publie Bardes anglais et critiques écossais, où il vilipende les écrivains contemporains qui, comparés à Pope, écrit-il, sont de « petits cerveaux », ou des « imposteurs et des imbéciles ». Sa satire connaît un certain succès, et est rééditée plusieurs fois, non sans faire grincer quelques dents, notamment celles du poète Thomas Moore, avec lequel il se réconciliera plus tard.
À Newstead où il a installé son ours, il couche avec des servantes et le fils d'un fermier, John Rushton, dont il fait son page. Avant de partir, il organise des fêtes dans lesquelles ses amis déguisés en moines jouent à se faire peur, lui-même buvant dans une coupe confectionnée dans un crâne humain.

### Le voyage en Orient

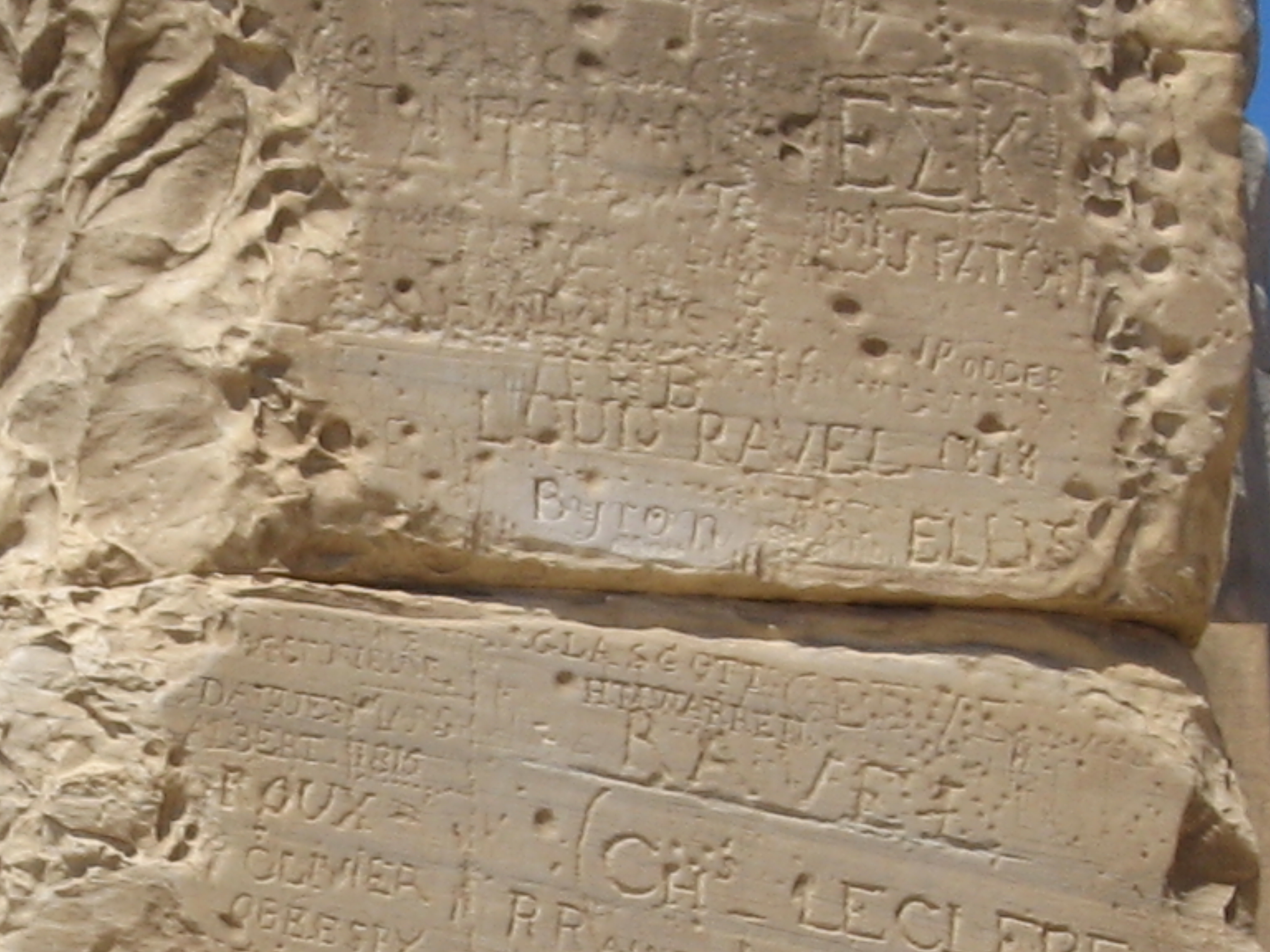
Gravure du nom Byron sur une colonne du temple du cap Sounion.

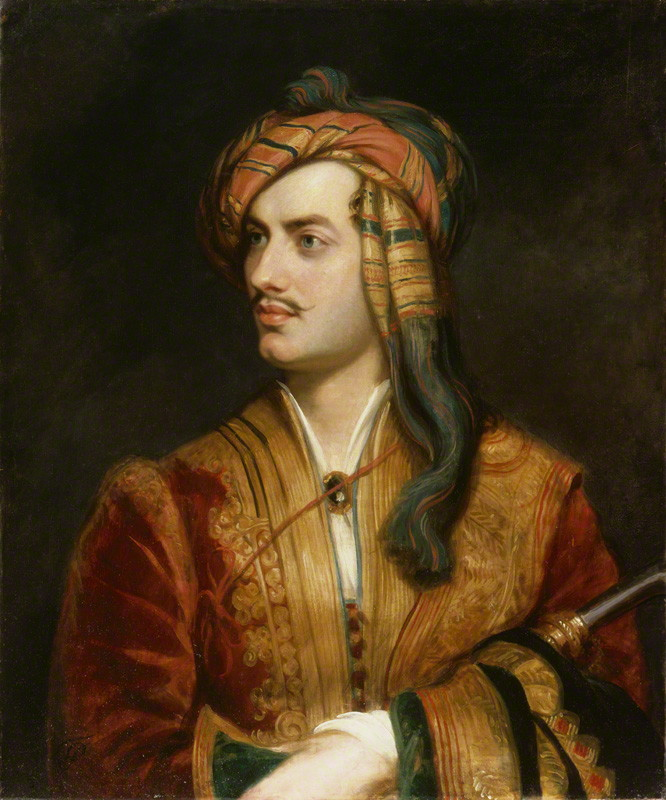
Lord Byron en tenue albanaise, de Thomas Phillips (après 1835, huile sur toile,), National Portrait Gallery, Londres.

Le 19 juin 1809, très peiné par la mort de son chien Boatswain (prononciation : ['bos'n]), il précipite son départ pour la Grèce, via Falmouth, avec son ami John Cam Hobhouse, son assistant John Rushton et son valet Fletcher. En attente d'un navire pour Malte, il écrit des lettres facétieuses à ses amis, prévoyant dans l’ouvrage que prépare Hobhouse, un chapitre intitulé « De la Sodomie simplifiée ou de la Pédérastie en tant que pratique digne de louanges d’après les auteurs anciens et l’usage moderne ». Hobhouse espère d'ailleurs se dédommager en Turquie de la chasteté exemplaire dont il a fait preuve en Angleterre, en livrant son « joli corps » au Divan tout entier.
Finalement, il quitte Falmouth le 2 juillet 1809 pour Lisbonne, puis Séville, Cadix et Gibraltar. Il arrive à Malte le 19 août 1809. Il y tombe amoureux de Constance Spencer Smith, l’épouse d'un notable anglais, avec laquelle il projette même de s’enfuir. Il séjourne un mois à Malte avant de partir pour l'Épire, débarquant à Prévéza le 20 septembre 1809. Il se rend ensuite à Ioánnina, puis à Tepelen où il est reçu par Ali Pacha. Il commence la rédaction de Childe Harold en octobre. Il se rend ensuite, fin novembre, à Patras depuis Missolonghi, et il visite Delphes en décembre, Thèbes et Athènes où la fille de sa logeuse, Teresa (12 ans), le plonge dans le trouble, et à qui il dédie Maid of Athens (en). Il embarque depuis l'Attique pour Smyrne début mars 1810, traverse l'Hellespont à la nage, avant de rejoindre Constantinople.
Il quitte Constantinople le 14 juillet 1810, fait escale à Zéa, puis rejoint à nouveau Athènes le 17 juillet. Hobhouse rentre en Angleterre, le laissant avec Fletcher, un Tatare, deux soldats albanais et un drogman. Il apprend le grec moderne avec un éphèbe, et l'italien avec son amant Nicolo Giraud, qui lui propose de vivre et de mourir avec lui, ce que Lord Byron préfère éviter. Sa vision des Grecs a changé : d'abord sans opinion, il puise de plus en plus son inspiration poétique dans la Grèce antique, mais aussi dans la Grèce contemporaine et les souffrances qu'elle endure sous la botte ottomane.

En avril 1811, il se décide à retourner en Angleterre. Dans ses bagages, il rapporte des marbres, des crânes trouvés dans des sarcophages, quatre tortues et une fiole de ciguë. Il est à Malte le 22 mai 1811. Plutôt démoralisé, il se donne à lui-même des 
« Raisons justifiant un changement de style de vie :
1. À 23 ans, le meilleur de la vie est passé et les amertumes augmentent.
2. J'ai vu les hommes dans divers pays et je les trouve partout également méprisables, la balance penchant plutôt en faveur des Turcs.
3. Je suis écœuré jusqu'au fond de l'âme : « Ni vierge ni jouvenceau ne me donnent plus de plaisir ».
4. Un homme infirme d'une jambe est dans un état d'infériorité corporelle qui augmente avec les années et rendra sa vieillesse plus irritable et intolérable. J'ajouterai que dans une vie future, j'espère avoir en compensation au moins deux jambes, sinon quatre.
5. Je deviens égoïste et misanthrope.
6. Mes affaires, dans mon pays comme à l'étranger, ne sont guère réjouissantes.
7. J'ai épuisé tous mes appétits et la plupart de mes sujets de vanité — oui, même ma vanité d'auteur. »

En juillet 1811, il est de nouveau en Angleterre. Sa mère meurt en août, ainsi que son ami John Skinner Matthews, et plus tard, en octobre, son amour de jeunesse John Edleston, décès qui assombrissent encore plus son retour.

### La gloire

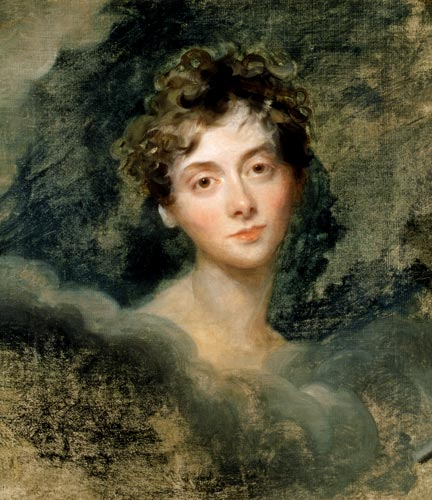
Portrait de Lady Caroline Lamb, la maîtresse fantasque, par Thomas Lawrence.

Jouer un rôle politique à la Chambre des lords est son souhait depuis Harrow, la poésie étant pour lui une activité secondaire. Ses idées clairement libérales (pour les libertés et contre l’oppression) le situent dans l’opposition, du côté des Whigs. Le 27 février 1812, il prononce un discours contre la peine de mort appliquée aux luddites, ces ouvriers briseurs de machines, faisant ressortir leur détresse et la cruauté de la loi. Mais son projet est rejeté par la chambre des Communes. Il garde de son expérience politique une certaine amertume contre ces « pantalonnades parlementaires », même s’il réitèrera l’expérience, en prenant la défense des catholiques irlandais en avril 1812.
Le 10 mars 1812, année où il sera contraint de mettre en vente Newstead Abbey - il trouva acquéreur cinq ans plus tard - il publie chez John Murray les deux premiers chants de Childe Harold's Pilgrimage (Le Pèlerinage de Childe Harold), récit de ses impressions de voyage et de ses propres aventures. Le succès en est immense : « Je me réveillai un matin, dit-il, et j’appris que j’étais célèbre. ».
De 1812 à 1814, la publication du Giaour, de The Bride of Abydos (La Fiancée d'Abydos), de The Corsair (Le Corsaire) (dix mille exemplaires sont vendus le premier jour) et de Lara, accroissent l’enthousiasme du public à son égard. Byron fréquente le salon de l’épouse de Lord Holland, parlementaire whig, ainsi que les cercles de la jeunesse aristocratique de Londres. D’abord intimidé, il y rencontre de nombreuses admiratrices, dont Lady Caroline Lamb, qui écrit de lui dans son journal, après l'avoir rencontré, qu'il est « fou, méchant, et dangereux à connaître ». En avril, il entreprend avec elle une courte et tumultueuse liaison, à laquelle, effrayé par le caractère excessif et fantasque de la dame, il met fin en juillet. Lady Lamb fera plus tard un portrait très exagéré de lui dans son roman Glenarvon. En décembre, il entretient une relation plus paisible avec Lady Oxford.
À partir de juillet 1813, il passe beaucoup de temps auprès de sa demi-sœur Augusta Leigh, à laquelle il s'attache profondément, allant très probablement jusqu'à l'inceste. Il écrit à Lady Melbourne : « […] mais ce n'était pas de sa faute — ma propre folie (donnez-lui un nom plus approprié s'il le faut) et sa faiblesse ont été les seuls responsables — car — nos intentions respectives étaient très différentes, et pendant quelque temps nous nous y sommes tenus — et quand nous nous en sommes écartés, c'est moi qui étais fautif ». Ils auraient eu ensemble une fille, qui porte le nom de l'héroïne du poème Le Corsaire, Medora, née le 14 avril 1814. D'autre part, à en juger par ses lettres, ainsi que par les Stances à Augusta, écrites pendant le séjour à la villa Diodati en 1816, de même que par les vers à My Sweet Sister (Ma douce sœur), détruits à sa mort sur son expresse volonté, cette question de l'inceste laisse peu de doutes.
Afin de se détacher de cet amour coupable, il flirte avec l'épouse d'un de ses amis, Lady Frances Webster, s'arrêtant au « premier temps du verbe aimer ».

### Le désastre conjugal

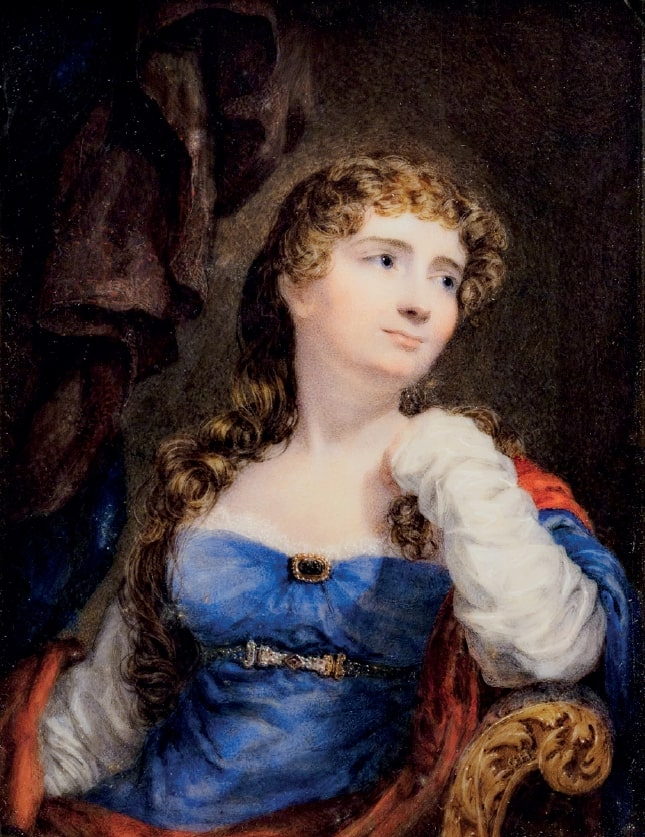
Portrait d'Annabella Byron (1792-1860), l’épouse mal aimée, par Charles Hayter.

Fatigué de vivre dans la dissipation et pensant résoudre l'imbroglio de ses relations amoureuses par un mariage de raison, il réitère sa demande à Anne Isabella dite « Annabella », cousine de Caroline Lamb, fille de sir Ralph Milbanke, baronnet du comté de Durham, qui donne finalement son consentement. Ils se connaissent depuis quelques années, et correspondent régulièrement, Byron la surnommant « la mathématicienne », ou « La Princesse des Parallélogrammes. ». Il en espère beaucoup : « Elle est si bonne, écrit-il, que je voudrais devenir meilleur », mais au dernier moment, alors qu'il passe Noël chez sa sœur, il hésite à s'engager. Augusta le persuade de ne pas rompre ses fiançailles. Son ami Hobhouse qui l'accompagne à Seaham, résidence des Milbank, note dans son journal : « Il n'y eut jamais amoureux moins pressé » et plus tard : « Le marié de plus en plus moins impatient ». Le mariage est célébré le 2 janvier 1815 dans le salon de la résidence de Seaham, avec seulement la famille, deux clergymen et Hobhouse. Après la cérémonie, les mariés partent immédiatement en lune de miel, que Byron appellera plus tard « La lune de mélasse », pour le Yorkshire.
Après un voyage exécrable, la nuit de noces est une catastrophe : très pudique à cause de son infirmité, Byron refuse d'abord de dormir dans le même lit que son épouse, puis finit par accepter. À son réveil, il se dit « qu'il était vraiment en enfer avec Proserpine à ses côtés ! » Par la suite cependant, de retour à Seaham, les mariés connaissent des moments de tendresse, la très amoureuse Annabella pardonnant tout à son mari à la moindre de ses gentillesses. Préoccupé par des soucis financiers, Byron veut retourner à Londres, et Annabella insiste pour l'accompagner. En chemin, ils s'arrêtent chez Augusta, où il se montre odieux avec son épouse, multipliant les allusions à son intimité avec sa sœur.

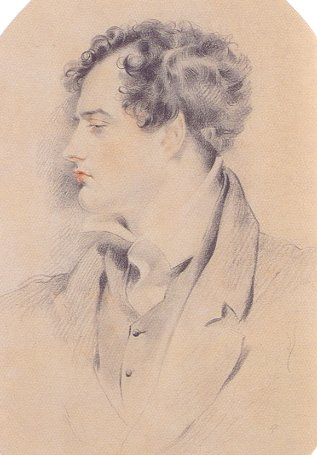
Byron par George Harlow, dessin.

Au mois de mars, les jeunes mariés s’installent à Picadilly Terrace, près de Hyde Park à Londres. En avril, Lord Byron rencontre Walter Scott, pour lequel il éprouve une grande admiration. La relation entre les deux époux devient progressivement tendue. Lady Byron, douce, intelligente et cultivée, mais respectueuse de tous les préjugés du cant, c'est-à-dire de la langue des convenances et de la bienséance, est vertueuse et prend trop au sérieux les boutades de son époux. « Si vous vouliez bien ne pas faire attention à ce que je dis, lui écrit-il, nous nous entendrions parfaitement ». Elle peine à s'entendre avec un homme au langage et aux mœurs si libres, souvent provocateur et colérique. D'autre part, il reste toujours très épris de sa sœur, tout en étant torturé par la culpabilité. Lors de sa grossesse, elle se voit délaissée par son mari, qui cherche des distractions à l'extérieur, fréquentant les théâtres et les actrices (il est membre du comité de gestion du théâtre de Drury Lane en mai), et revenant souvent à la maison en état d'ébriété. Dans ses accès de colère, il lui avoue ses infidélités, et se montre particulièrement grossier envers elle,. À cela s'ajoutent les embarras financiers sans cesse croissants, qui « le rendent à moitié fou ». En novembre 1815, Byron a été obligé de vendre sa bibliothèque, et en moins d’un an les huissiers ont fait neuf fois irruption chez lui.

### Le scandale

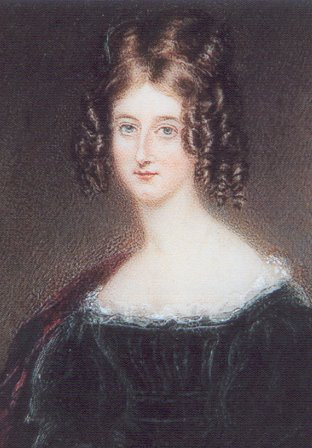
The Honourable Augusta Leigh, la demi-sœur de Byron, par James Holmes.

Le 10 décembre 1815, Annabella donne naissance à une fille, Augusta Ada (Ada Lovelace). Lord Byron est bruyamment anxieux pendant l'accouchement. Dans les jours qui suivent, Annabella soupçonne son mari d'être atteint de démence, et rédige un compte-rendu de ses dérèglements, qu'elle soumet à un médecin. Le 6 janvier 1816, son mari lui demande de rejoindre ses parents avec l'enfant, en attendant qu'il se soit arrangé avec ses créanciers. Elle quitte Londres le 15. Arrivée à Kirby, elle lui envoie une lettre pleine d'affection,, mais elle s'est déjà fixé une règle de conduite : « S'il est fou, je ferai l'impossible pour atténuer son mal, mais si son état ne justifie pas une prise en charge, je ne reviendrai jamais sous son toit ». Elle avoue ses souffrances à ses parents, qui refusent qu'elle retourne aux côtés de son époux. Le 18 janvier 1816, toute « déchirée qu'elle est », elle dresse la liste des outrages qu'elle estime avoir subis.
Le 2 février, Sir Ralph Milbank propose à Lord Byron, sidéré, une séparation à l'amiable. Effondré, il écrit de nombreuses lettres à sa femme, lui demandant des explications, protestant de son amour, et implorant son pardon. Annabella, malgré un reste d'affection pour son mari, maintient sa position, et commence à éprouver de la jalousie vis-à-vis d'Augusta. Elle mentionne ses soupçons d'inceste à son homme de loi, mais finit par fonder la demande de séparation uniquement sur « la conduite et le langage empreints de brutalité et d'incorrection de Byron ». Hobhouse rejoint son ami à Londres, pour tenter de l'aider et le soutenir. Il se fait l'écho de rumeurs, probablement propagées par Caroline Lamb, qui circulent sur le compte de Byron : outre l'inceste et l'homosexualité, il est soupçonné d'avoir eu avec son épouse « une approche sexuelle non conventionnelle ». Byron y fera allusion en 1819 : « Ils ont essayé de me salir sur cette terre avec l'infamie dont […] Jacopo est accablé en enfer » (Dans l'Enfer de Dante, Jacopo Rusticucci est consigné dans le cercle réservé aux sodomites). La séparation sera officiellement prononcée en avril 1816.
Malheureux, mais sans rancune, il adresse à Annabella un poème, Porte-toi bien, puis fait paraître The Siege of Corinth (écrit durant son année de cohabitation conjugale, le poème ayant été recopié de la main de son épouse) et Parisina. L’éditeur Murray envoie, pour les deux, un chèque de mille guinées (£ 1100) que Byron lui retourne. Pendant cette période, il reçoit la visite fréquente d'une admiratrice, Claire Clairmont, qui, insistante, finit par le séduire.
Victime du cant, haï par les hommes politiques pour ses idées libérales et sa sympathie pour Napoléon, fuyant ses créanciers, Byron décide de quitter l'Angleterre, et embarque à Douvres avec Rushton, son domestique Fletcher et un jeune médecin, John William Polidori, le 24 avril 1816 ; il ne reviendra plus.

### Villa Diodati

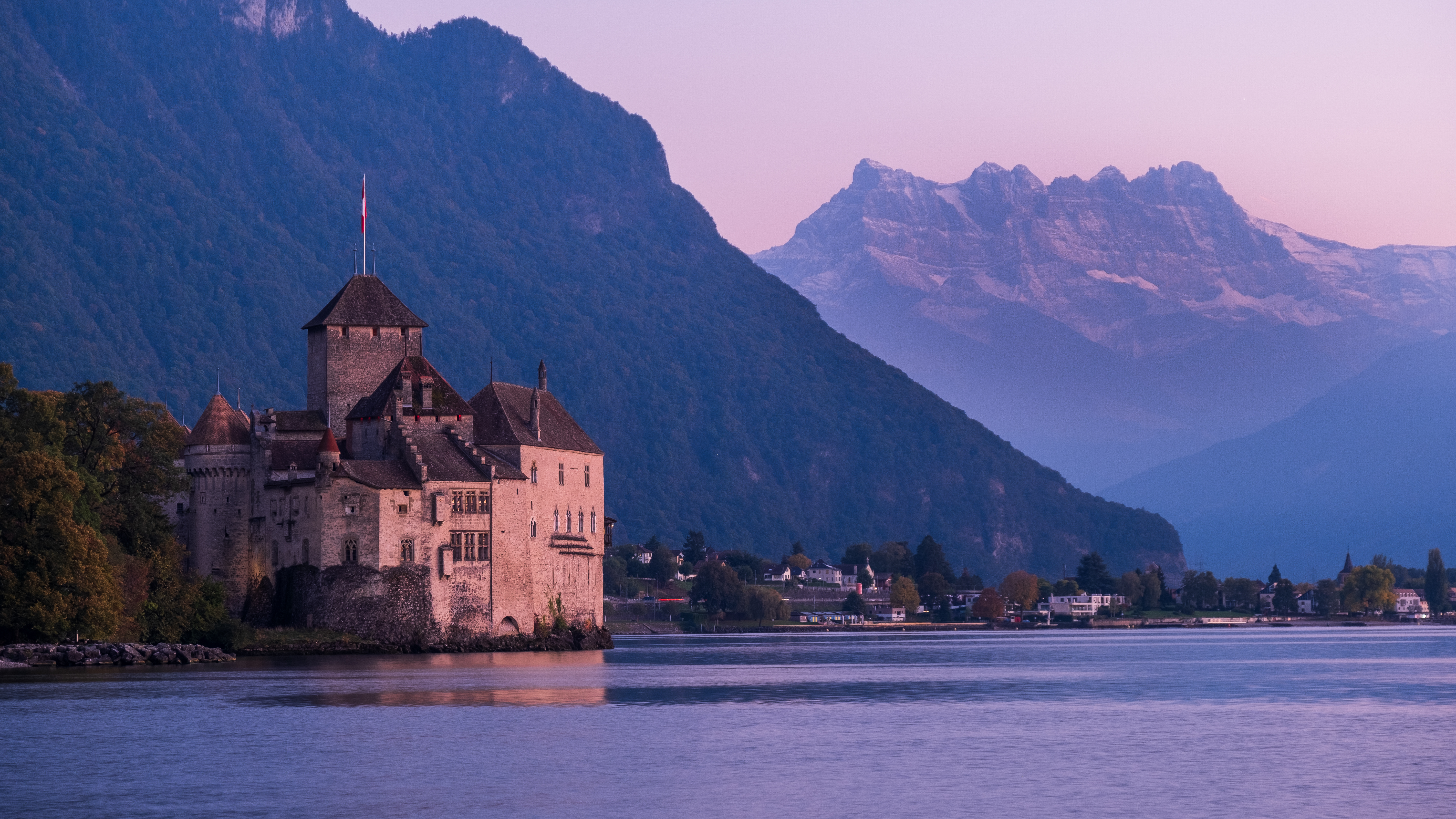
Château de Chillon, à Veytaux (Suisse), où fut emprisonné François Bonivard, le personnage central du poème Le Prisonnier de Chillon.

Démoralisé d’avoir dû quitter sa sœur et d'avoir dû subir les conditions de sa séparation : « Elle — ou plutôt cette séparation — m'a brisé le cœur, écrit-il, c'est comme si un éléphant m'était passé dessus et je ne m'en remettrai jamais, j'en suis persuadé ; mais j'essaie. », il visite la Belgique, en mai, où la vue du champ de bataille de Waterloo lui inspire de nouveaux chants pour Childe Harold ; puis il se rend en Suisse où il cherche une villa à louer sur les bords du lac Léman.
C’est sur les bords du lac qu'il rencontre, en mai 1816, le poète Shelley, qu'accompagnent Mary Godwin et Claire Clairmont, cette dernière cherchant à le rejoindre. Byron loue la Villa Diodati, tandis que les Shelley s’installent dans une petite maison à Montalègre. Les deux poètes, ayant beaucoup en commun, nouent rapidement une relation amicale, et passent de longs moments ensemble sur le lac ou en excursion, notamment au château de Chillon, qui les marque tous les deux. Les Shelley, qui le surnomment « Albé », viennent souvent lui rendre visite à la Villa Diodati ; Claire Clairmont, amoureuse et enceinte de lui, cherchant des prétextes pour le voir en tête à tête, se charge de recopier certains de ses poèmes, et Percy Shelley aime à discuter religion et politique. « C’était une nouveauté pour Byron que de trouver des personnes dégagées des conventions sociales, intelligentes et cultivées, prêtes à discourir de n’importe quel sujet ». 1816 est l'année sans été et souvent le temps ne leur permet pas de sortir, les nouveaux amis se racontent des histoires de fantômes, lue notamment dans le recueil traduit de l'allemand Fantasmagoriana. C’est au cours d'une de ces soirées que Byron propose à chacun d’écrire un roman inspirant la terreur. Lui ne rédige que quelques pages, plus tard reprises et augmentées par Polidori, et publiées sous le titre Vampire, alors que Mary Shelley commence son Frankenstein.
Il termine le troisième chant de Childe Harold le 10 juillet, et écrit The Prisoner of Chillon (Le Prisonnier de Chillon). De l’autre rive du lac, des touristes anglais, attirés par sa réputation sulfureuse, l’observent avec des jumelles et colportent des racontars sur son compte. Tandis que les Shelley partent en excursion à Chamonix, il rend visite à Madame de Staël à Coppet. S’il apprécie sa société, il se fait chez elle quelques ennemis, notamment Auguste Schlegel qui ne l’aime guère. Au retour des Shelley, il évite Claire Clairmont, dont il désire se séparer. Le 14 août, Matthew Gregory Lewis, l'auteur du roman gothique Le Moine (The Monk), vient lui rendre visite, et il ironise sur ses maladresses d'auteur. À la fin du mois, ce sont Hobhouse et Scrope Davies qui le rejoignent. Les Shelley rentrent en Angleterre, et Byron part pour les Alpes bernoises avec ses amis en septembre. Il tient le journal de voyage pour sa sœur, et lui écrit des lettres lui rappelant leur attachement : « Nous aurions pu vivre si heureux et célibataires, vieille fille et vieux garçon. Je ne trouverai jamais personne comme vous, ni vous (même si cela paraît fat de ma part) quelqu'un comme moi. Nous sommes exactement faits pour passer notre vie ensemble ». Il s'inspire de la vue des glaciers de l’Oberland pour son drame Manfred, dans lequel il déverse le sentiment de culpabilité qui l'accable.
Le 5 octobre, il quitte la Villa Diodati en compagnie de Hobhouse, avec le vague projet de retourner en Grèce en passant d’abord par Venise.

### Venise

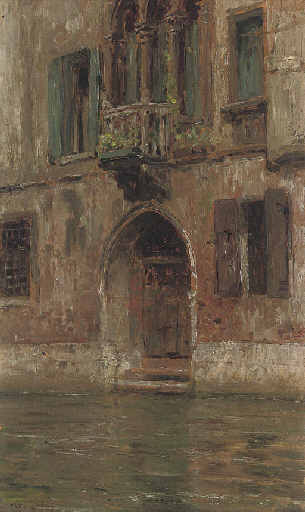
Bernardo Hay, La maison de lord Byron à Venise, Palazzo Mocenigo, sur le Grand Canal.

À Milan, les deux amis prennent une loge à la Scala, croisent les auteurs Italiens Silvio Pellico et Vincenzo Monti, ainsi que Stendhal, qui racontera cette rencontre à l’un de ses amis : « un joli et charmant jeune homme, figure de dix-huit ans, quoiqu'il en ait vingt-huit, profil d’un ange, l’air le plus doux. […] C’est le plus grand poète vivant… ». Durant les jours qui suivirent, Stendhal lui fait visiter Milan. Éperdu d’admiration pour Lord Byron, il tente de l’impressionner en lui racontant des anecdotes fantaisistes sur la campagne de Russie et Napoléon, dont il fait croire qu'il était très proche. Byron s’enflamme pour les lettres de Lucrèce Borgia, qu’il découvre à la Bibliothèque Ambrosienne.
Byron et Hobhouse arrivent à Venise le 10 novembre 1816. Ils logent d’abord à l’Hôtel de Grande-Bretagne, puis s’installent au palais Mocenigo sur le Grand Canal, avec quatorze serviteurs, des chevaux et une vraie ménagerie. Byron engage un gondolier barbu et de grande taille du nom de Tita, fréquente le salon de la comtesse Albrizzi, participe à plusieurs carnavals successifs, nage dans le Grand Canal jusqu’au Lido, a une aventure avec Marianna Segati, dont il écrit : « Son grand mérite est d'avoir découvert le mien ; rien n'est plus agréable que le discernement », puis Margarita Cogni, qu'il surnomme « la Fornarina », ainsi que de nombreuses autres femmes (actrices, ballerines, prostituées), ce qu'il commente dans une autre lettre : « Envoyez-moi, s'il vous plaît, tout l'argent que Murray voudra bien payer pour mes élucubrations cérébrales. Je ne consentirai jamais à renoncer à ce que je gagne, qui m'appartient, et ce que me procure mon cerveau, je le dépenserai pour copuler, aussi longtemps qu'il me restera un testicule. Je ne vivrai pas longtemps, c'est pourquoi je dois en profiter tant que j'en suis capable ».
Pendant son séjour, Byron rencontre les moines mekhitaristes, sur l'île de San Lazzaro, et découvre la culture arménienne en assistant à de nombreux séminaires sur la langue et l'histoire du peuple arménien. En collaboration avec le père Avgerian, il apprend l'arménien et se passionne au point d'écrire Grammaire anglaise et arménien, puis Grammaire arménienne et anglais, incluant des citations d'œuvres arméniennes modernes et classiques. Il travaille également à l'élaboration d'un dictionnaire anglais-arménien, rédigeant une préface sur l'histoire de l'oppression des Arméniens par les pachas turcs et les satrapes perses. Il traduit également, entre autres, deux chapitres de l'histoire de l'Arménie par l'historien arménien Movses Khorenatsi. Son engagement a contribué largement à faire connaître la culture arménienne en Europe[réf. nécessaire].
Il complète Childe Harold (chants IV et V), écrit Beppo, histoire vénitienne. À Bath, le 23 janvier 1817, Claire Clairmont met au monde une fille qu’elle nomme Alba, dont Byron est le père, et qu'il renommera Allegra. Il écrit à propos de cette liaison : « Je ne l'ai jamais aimée et n'ai jamais prétendu l'aimer, mais un homme est un homme et si une fille de dix-huit ans vient vous provoquer à tout moment, il n'y a qu'une solution. Le résultat de tout ça est qu'elle s'est trouvée enceinte, et qu'elle est rentrée en Angleterre pour contribuer au repeuplement de cette île sinistre […] Peste ! Voilà ce que c'est de se « laisser aller », et c'est comme ça que les gens viennent au monde ».

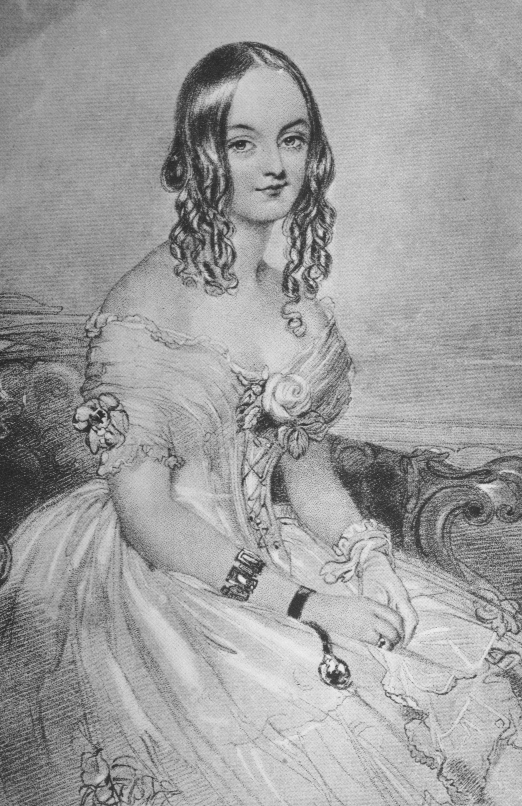
La comtesse Teresa Guiccioli, dont il est le cavalier servant durant cinq ans.

En septembre 1818, il commence Don Juan, satire épique : « Encouragé par le bon succès de Beppo, j'ai terminé le premier chant (un chant long : environ 180 strophes de huit vers) d'un poème dans le même style et de la même manière. Ça s'appelle Don Juan, et je l'ai voulu légèrement et tranquillement facétieux à propos de tout. Mais je serais surpris qu'il ne soit pas […] trop libre pour notre époque si pudibonde ».
En 1819, il s'éprend de la comtesse Teresa Guiccioli, âgée de vingt ans : « Elle est belle comme l'aurore — et ardente comme le midi — nous n'avons eu que dix jours — pour régler nos petites affaires du commencement à la fin en passant par le milieu. Et nous les avons réglées ; — j'ai fait mon devoir — et l'union a été consommée comme il se devait ». Il devient son « Chevalier Servant : « Je plie un châle avec une dextérité considérable — mais je n’ai pas encore atteint la perfection dans la manière de le placer sur les épaules — je fais monter et descendre de voiture, je sais me tenir dans une conversazione et au théâtre » et il la suit à Ravenne, où il s'installe chez son mari, au palais Guiccioli, respectant, comme il l'écrit ironiquement, « le plus strict ». Mais, quand le mari les surprend « quasi sur le vif », et veut le mettre dehors, Teresa part se réfugier chez son père, le comte Gamba, qui obtient du pape Pie VII, le 6 juillet 1820, la séparation du couple.

### Carbonari, Pise et Gênes
Ami du comte et de son fils Pietro, membre des Carbonari, qui aspirent à la liberté politique et à un gouvernement constitutionnel, Byron s'associe à leurs projets, finançant le mouvement (grâce à la vente de Newstead Abbey, à ses droits d'auteur, et à un héritage), et entreposant des armes : « Ils (les Carbonari) me rejettent sur les bras et dans ma maison, ces mêmes armes […] que je leur avais fournies à leur propre demande, et à mes propres frais, risques et périls ! » Mais la défaite des libéraux piémontais à Novare le 8 avril 1821, fait avorter l'insurrection. Les Gamba, exilés des États du pape, se réfugient à Pise, où Byron les rejoint trois mois plus tard.

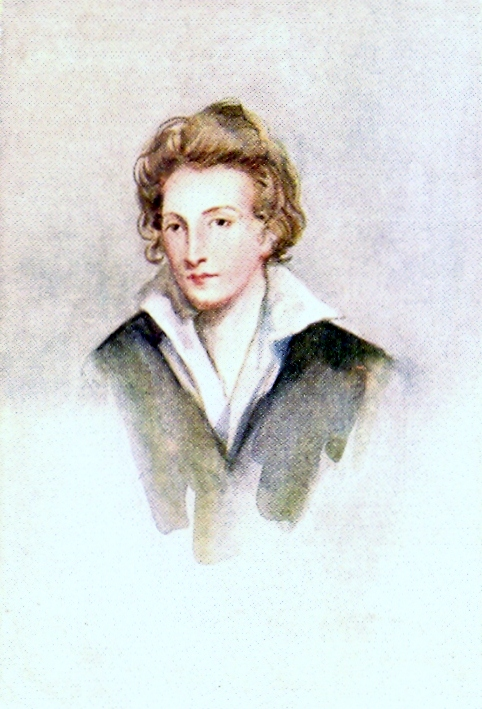
Percy Bysshe Shelley, le grand ami.

Byron s'installe à la Casa Lanfranchi, en face du couple Shelley. Ils sont rejoints par des amis, Jane et Edward Williams, qui, agréablement surpris par Byron, écrit dans son journal : « Bien loin d'avoir des manières altières, il a une aisance très noble et sans la moindre affectation, et au lieu d'être (comme on le croit en général) noyé dans une sombre tristesse, il n'est que soleil, d'une gaieté telle que l'élégance de son langage et le brillant de son esprit ne peuvent manquer d'inspirer ceux qui l'approchent ». Il n'était pas le seul à éprouver de la fascination pour le poète, Mary Shelley, qui plus tard tente de s'expliquer « pourquoi Albè [surnom que le couple Shelley lui a donné], par sa seule présence et par sa voix, avait le pouvoir d'éveiller en moi des émotions aussi profondes et indéfinissables ».
Le petit groupe part presque toutes ses après-midi en balade à cheval dans les environs de Pise, ou à s'exercer au tir au pistolet. En décembre, Byron commence à organiser des dîners hebdomadaires, invitant à sa table Percy Shelley, des amis anglais, des patriotes grecs, mais jamais de femmes.
À cette époque paraissent Marino Faliero, Sardanapale, Les Deux Foscari, Caïn, mais surtout les chants II et IV de Don Juan ; Don Juan est un héros naïf, passionné, amoureux, aventureux, jouet des femmes et des événements. De naufrages en batailles, il traverse l'Europe, permettant à Byron de brosser un portrait très critique des mœurs et des hommes de son temps.
Avec Shelley, l'aventurier John Trelawny et l'essayiste Leigh Hunt, il fonde un périodique, Le Libéral, qui ne publiera que quelques numéros. En avril, Allegra, la fille de Byron et de Claire Clairmont, meurt, à l'âge de cinq ans, dans le couvent italien où elle était en pension. Le 8 juillet, le voilier transportant Shelley et Edward Williams sombre en mer dans le golfe de La Spezia. Les corps sont retrouvés quelques jours plus tard. Byron, très affecté par la mort de son ami, écrit à Murray : « Vous vous êtes tous trompés sur Shelley, qui était assurément l'homme le meilleur et le moins égoïste que j'aie jamais connu ».
Le 16 août, Byron et Trelawny brûlent à la manière antique son cadavre sur un bûcher dressé sur la plage de Viareggio. Byron part longuement nager, et lorsqu'il revient, il ne reste que le cœur, non consumé.
Fin 1822, les Gamba, exilés de Toscane, s'installent à Gênes, où Byron les rejoint en octobre, emménageant à la Casa Saluzzo. En avril 1823, il reçoit la visite du comte d'Orsay et de Lady Blessington, qui relate par la suite leurs conversations. Byron lui aurait dit « Je suis un si curieux mélange de bon et de mauvais qu'il serait difficile de me définir. Il n'y a que deux sentiments auxquels je sois fidèle : mon grand amour de la liberté et ma haine de l'hypocrisie. Or ni l'un ni l'autre ne m'attirent des amis »,.
Son éditeur, Murray, reçoit très mal les chants VI, VII et VIII de Don Juan, qui se situent dans le Harem du Sultan : « Je vous déclare tout net qu'ils sont si outrageusement choquants que je refuserais de les publier même si vous me donniez vos Biens, votre Titre et votre Génie », ce qui n'empêche pas le poète de terminer le dixième et le onzième.

### Missolonghi

Lord Byron arrivant à Missolonghi, accueilli par Aléxandros Mavrokordátos, par Theodoros P. Vryzakis

En avril 1823, il reçoit la visite du capitaine Edward Blaquiere, membre du Comité philhellène de Londres, dont fait aussi partie Hobhouse, accompagné du délégué du gouvernement grec Andréas Louriottis, qui retournent en Grèce. Pour soutenir la cause de l'indépendance, Byron se propose de se rendre au siège du gouvernement grec en juillet. Encouragé par Hobhouse, il hésite quelque temps en raison de son attachement envers Teresa Guiccioli, accablée par la perspective de séparation : « Une sentence de mort lui eût été moins pénible ».
Finalement, après s'être fait confectionner des uniformes rouges et or, et des casques homériques,, il s'embarque le 17 juillet avec Pietro Gamba, Trelawny, un jeune médecin italien (Francesco Bruno), cinq serviteurs, dont Tita et Fletcher, ainsi que deux chiens et quatre chevaux, pour l'île de Céphalonie, sur un brick affrété à ses frais.
Le 3 août, ils jettent l'ancre dans le port d'Argostóli à Céphalonie. Apercevant au loin les montagnes de Morée, Byron aurait dit « Il me semble que les onze années douloureuses que j'ai vécues depuis mon dernier séjour ici ont été ôtées de mes épaules […] ». Apprenant que les Grecs étaient divisés en factions irréconciliables, principalement entre Aléxandros Mavrokordátos et Kolokotronis, au point d'avoir cessé les combats et que les Turcs maintenaient le blocus devant Missolonghi, il demeure quatre mois dans l'île, passant ses journées en promenades à cheval et en baignades. Au cours de cette période, il vient en aide aux réfugiés, paye le salaire de quarante Souliotes et correspond en août avec Márkos Bótzaris, juste avant sa mort,, pour savoir quel parti prendre. Le siège de Missolonghi ayant repris à l'automne, Byron donne 4 000 livres pour armer une flotte de secours pour la ville. Au cours d'une excursion sur l'île voisine d'Ithaque, il est pris d'une crise de démence passagère. Le 6 septembre, Trelawny, qu'ennuie l'inaction, le quitte pour participer aux combats en Attique. Byron s'éprend d'un jeune soldat grec de quinze ans, Loukas Chalandritsanos, dont il fait son page.
Invité à venir « électriser les Souliotes » par Mavrokordátos qui avait débarqué à Missolonghi le 11 décembre 1823, il part le rejoindre le 30 avec Tita, Fletcher, Loukas, son chien et son médecin. Après avoir échappé de justesse à une frégate turque et à un naufrage, il débarque, vêtu de son uniforme rouge, à Missolonghi où il est « attendu comme le Messie » le 5 janvier 1824. Il est accueilli joyeusement par Alexandros Mavrokordátos, ses officiers et Pietro Gamba, arrivé avant lui. Malgré la ville triste et marécageuse et l'anarchie qui règne dans l'armée, il essaye de remédier à la situation avec l'argent reçu après la vente de sa propriété de Rochdale, et celui du Comité Grec de Londres. Il recrute un corps de troupes souliote, qu'il prend à sa charge, équipe et entraîne, mais à l'indiscipline duquel il se heurte, et qu'il doit finalement renvoyer. Un prêt ayant été conclu en février pour aider les révolutionnaires grecs, il doit faire partie de la commission chargée par le comité de Londres de contrôler l'utilisation des fonds, en compagnie du colonel Stanhope et de Lazare Coundouriotis.

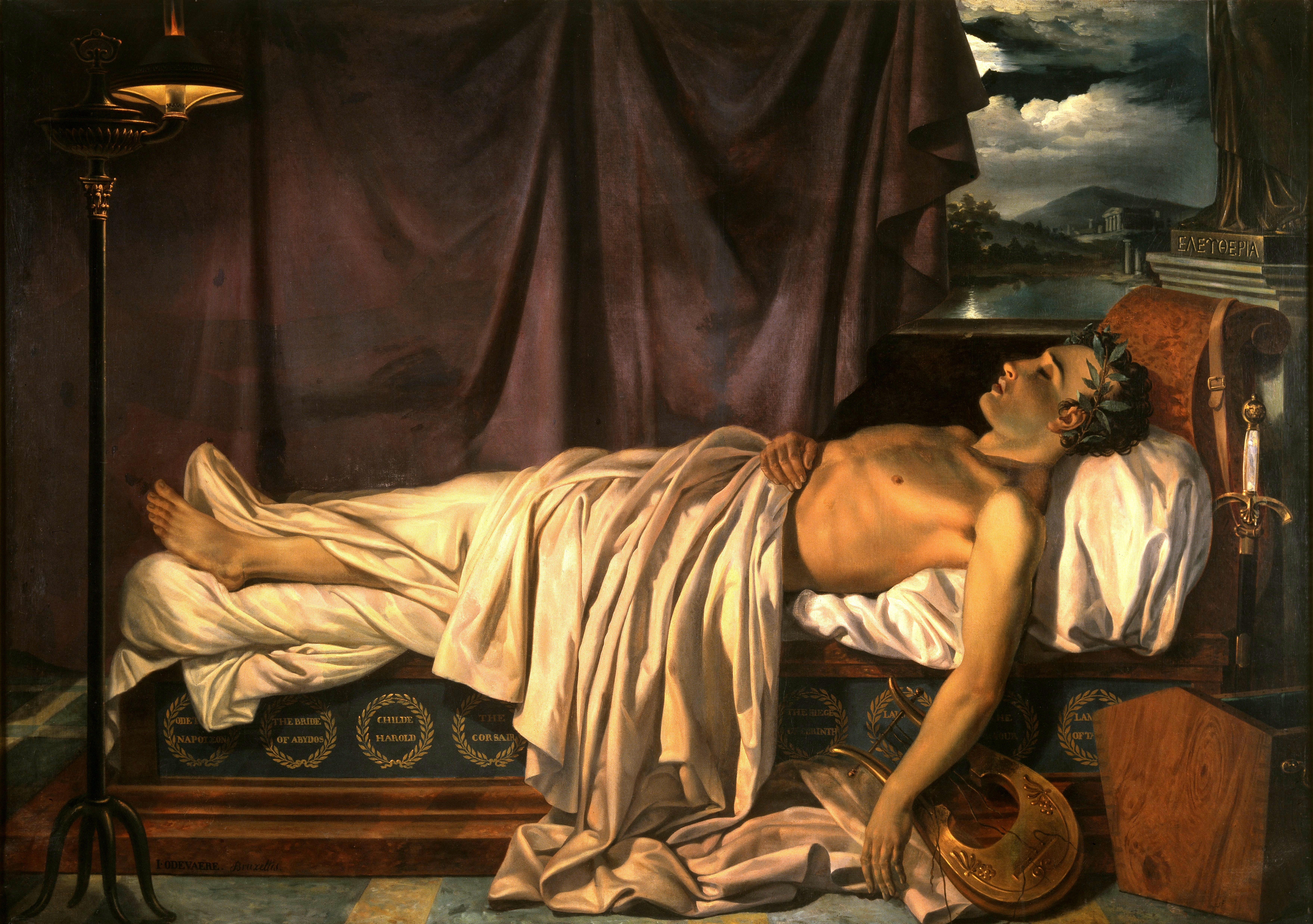
Lord Byron sur son lit de mort par Odevaere.

Prématurément vieilli et fatigué, affecté par l'indifférence du jeune Loukas à l'amour qu'il lui porte, il semble attendre impatiemment la mort. La veille de ses trente-six ans, il écrit un poème résumant son état d'esprit :

« Ce cœur devrait cesser d'aimer lui-même
Voyant pour lui les autres se fermer,
Mais s'il n'est plus possible que l'on m'aime,
Ah ! qu'on me laisse aimer !
[…]
Cherche — combien sans chercher l'ont connue !
La tombe du soldat, plus fier désir,
Choisis ta place et, ton heure venue,
Étends-toi pour dormir ».

À la demande de Mavrokordátos, il se prépare à attaquer Lépante, avec les forces gouvernementales quand, le 9 avril, il contracte, lors de l'une de ses courses quotidiennes à cheval, la fièvre des marais. Affaibli par des saignées et des lavements, il meurt le 19 avril, entouré par Pietro Gamba, Tita et Fletcher, au moment où éclate un très violent orage qui sera interprété par les Grecs comme le signe que « Le grand homme est parti ». Une messe est dite le 23 à Missolonghi, et on salue de trente-six coups de canons (l'âge du mort) le départ du bateau qui emporte son corps vers l'Angleterre le 2 mai. Arrivé le 5 juillet à Londres, la dépouille est déposée le 16 dans le caveau de famille en la petite église de Hucknall, près de Newstead Abbey.
L'annonce de sa disparition retentit bientôt dans toute l'Europe. En Angleterre, Tennyson, alors âgé de quinze ans, s'enfuit dans les bois et grave : « Byron est mort ». À Paris, Lamartine, qui écrit Le Dernier Chant du Pèlerinage de Childe Harold, et Hugo en font un deuil personnel.

## Personnalité

### Réputation et réalité
À partir de la publication de Childe Harold en 1813 et de sa soudaine célébrité, on confond lord Byron avec son personnage, on l'imagine mélancolique et cynique, ce qu'on appellera par la suite le héros byronien. Il tente de dissiper le malentendu, notamment auprès d’Annabella, après qu'elle a refusé sa demande en mariage : « Pour imaginer que votre candeur pouvait choquer, vous avez dû me juger bien vaniteux et égoïste. […] Sauf dans d'occasionnels accès de mélancolie, je me considère comme un personnage très facétieux […] Personne ne rit plus que moi ».
À partir de 1817, à la suite du scandale de sa séparation, une aura sulfureuse le précède : on l'accusera de toutes les débauches, de coucher avec Claire Clairmont et Mary Shelley en même temps,, on l'observe avec des jumelles depuis la rive opposée à la Villa Diodati, des femmes s'évanouissent lorsqu'il paraît chez Madame de Staël : « Il est exact que Mrs Hervey s’est évanouie quand j’ai fait mon entrée à Coppet, mais elle a repris ses sens un peu plus tard ; en la voyant se pâmer, la duchesse de Broglie s’est exclamée : « C’est trop fort — à soixante-cinq ans ! ».
Sa réputation de sombre génie solitaire fait que certains de ses visiteurs sont déçus lorsqu'ils le rencontrent, tel cet admirateur américain, Mr Coolidge, venu le voir en 1821 à Ravenne : « Mais je crois deviner qu'il n'a pas été autant séduit par ma personne, car il devait s'attendre à rencontrer, au lieu d'un homme de ce monde, un misanthrope en braies de peau de loup, qui répondrait par de farouches monosyllabes. Je ne peux jamais faire comprendre aux gens que la poésie est l'expression de la passion enflammée, et qu'une vie de passion n'existe pas davantage qu'un tremblement de terre permanent, ou qu'une fièvre éternelle. Au demeurant, à vivre dans un état pareil, se raserait-on jamais ? ».
Cette image de monstre débauché se renforce avec les romans écrits par ceux qui l’ont côtoyé et cherchent à ternir sa réputation. Caroline Lamb, la maîtresse abandonnée, avec son roman Glenarvon, paru en 1817 puis, en 1819, John William Polidori, avec sa nouvelle Le Vampire, dont le personnage de lord Ruthven évoque les relations difficiles qu'il a eues avec lord Byron lors de leur voyage en Suisse en 1817.
Encore aujourd'hui, l'image de Byron, est restée sur le « Mad, bad and dangerous to know » de Caroline Lamb. La vie et la personnalité de lord Byron fascinent, et les romans ou films le prenant comme personnage abondent, le mettant en scène en rock star immortelle et débauchée, comme dans la saison 5 de la série télévisée Highlander, ou en vampire cynique comme dans le roman de Michael Thomas Ford, Jane Bites Back. De même, les romans se voulant plus historiques le dépeignent en personnage arrogant, sulfureux, obsédé sexuel, sadique… comme Benjamin West dans Le Médecin de lord Byron ou Giuseppe Conte dans L’homme qui voulait tuer Shelley.
Ce n'était pas un modèle de vertu, mais ce n'était pas non plus un sadique, un Marquis de Sade ou un Guillaume Apollinaire, adepte des coups de knout, qui ne semble pas avoir souffert de la même réputation.
Byron est le premier coupable de cette image, à cause de sa franchise, incapable de rester discret sur ses attirances homosexuelles, ne manquant pas une occasion de faire l'apologie du plaisir, comme dans sa lettre à son éditeur, où il se moque de lui-même :

« Il baisse tant depuis un an —
Sa plume à ce point s'amenuise —
Que je soupçonne qu'à Venise —
Il fait l'étalon, épuisant
Sa cervelle qu'il aliène
Pour quelque chaude Italienne ».

Il a surtout pâti du scandale de sa relation avec sa demi-sœur qui a particulièrement choqué l'Angleterre georgienne. Quant à certains de ses poèmes jugés scandaleux, il est difficile aujourd'hui de comprendre en quoi Don Juan a pu être jugé sulfureux. Lorsque son éditeur, John Murray, fait un mauvais accueil au deuxième chant, par crainte du scandale, Byron lui répond de façon éloquente sur son travail d'écriture, ainsi que sur son rapport à la célébrité :

« Quant à l'opinion des Anglais, dont vous parlez, qu'ils sachent d'abord ce qu'elle pèse avant de me faire l'injure de leur insolente condescendance. Je n'ai pas écrit pour leur satisfaction ; s'ils sont satisfaits, c'est qu'ils choisissent de l'être, je n'ai jamais flatté leurs goûts ni leur orgueil, et ne le ferai pas. […] J'ai écrit mû par l'afflux des idées, par mes passions, par mes impulsions, par des motivations multiples, mais jamais par le désir d'entendre leurs « voix suaves ». Je sais parfaitement ce que valent les applaudissements populaires car peu d'écrivassiers en ont eus autant que moi […] Ils ont fait de moi sans que je l'aie cherché une sorte d'idole populaire, ils ont, sans autre raison ni explication que le caprice de leur bon plaisir, renversé la statue de son piédestal — la chute ne l'a pas brisée — et ils voudraient, paraît-il, l'y replacer ; mais il n'en sera rien ».

### Un homme de contradictions
Ce qui est une constante chez lord Byron, ce sont ses contradictions, qu'il est le premier à reconnaître, que ce soit en privé, lors de ses discussions avec Lady Blessington : « Plaisanterie mise à part, ce que je crois c'est que je suis trop changeant, étant tour à tour tout et son contraire et jamais pendant longtemps ». ou publiquement, dans le chant XVII de Don Juan :

« Je suis changeant, pourtant je suis « Idem semper » ;
Patient, mais je ne suis pas des plus endurants ;
Joyeux, mais quelquefois, j'ai tendance à gémir ;
Doux, mais je suis parfois un « Hercules furens » ;
J'en viens donc à penser que dans la même peau
Coexistent deux ou trois ego différents ».

À la fois admirateur de l'épopée Napoléonienne (Ode à Napoléon) et critique envers la guerre, ainsi qu'on peut le voir dans sa description du carnage lors du Siège d'Izmaïl, dans le Chant VIII de Don Juan. À la fois très sceptique vis-à-vis de la religion, le doute revenant souvent dans ses lettres : « Je ne veux pas entendre parler de votre immortalité ; nous sommes déjà assez malheureux dans cette vie pour ne pas en envisager une autre », qu’effrayé par l'athéisme de Shelley, et fervent défenseur de l'éducation religieuse pour sa fille Allegra, qui mourra d’ailleurs au couvent.
Mais c'est surtout dans ses propos sur les femmes qu'il est le plus paradoxal, passant de l’estime au mépris selon les périodes et les interlocuteurs. En 1813, il écrit à Annabella : « Malgré toutes mes prétendues préventions contre votre sexe ou plutôt contre la perversion des manières et des principes souvent tolérée par lui dans certains milieux de la société, je pense que la pire femme qui ait jamais existé aurait fait un homme de très acceptable réputation ; elles sont toujours meilleures que nous et leurs défauts, tels qu'ils sont, ont certainement leur source en nous-mêmes » alors qu’il écrira plus tard dans son journal : « Réfléchi à la condition des femmes dans la Grèce antique — assez commode. […] Devraient s'occuper du foyer […] mais tenues à l'écart du monde ».

## Le poète

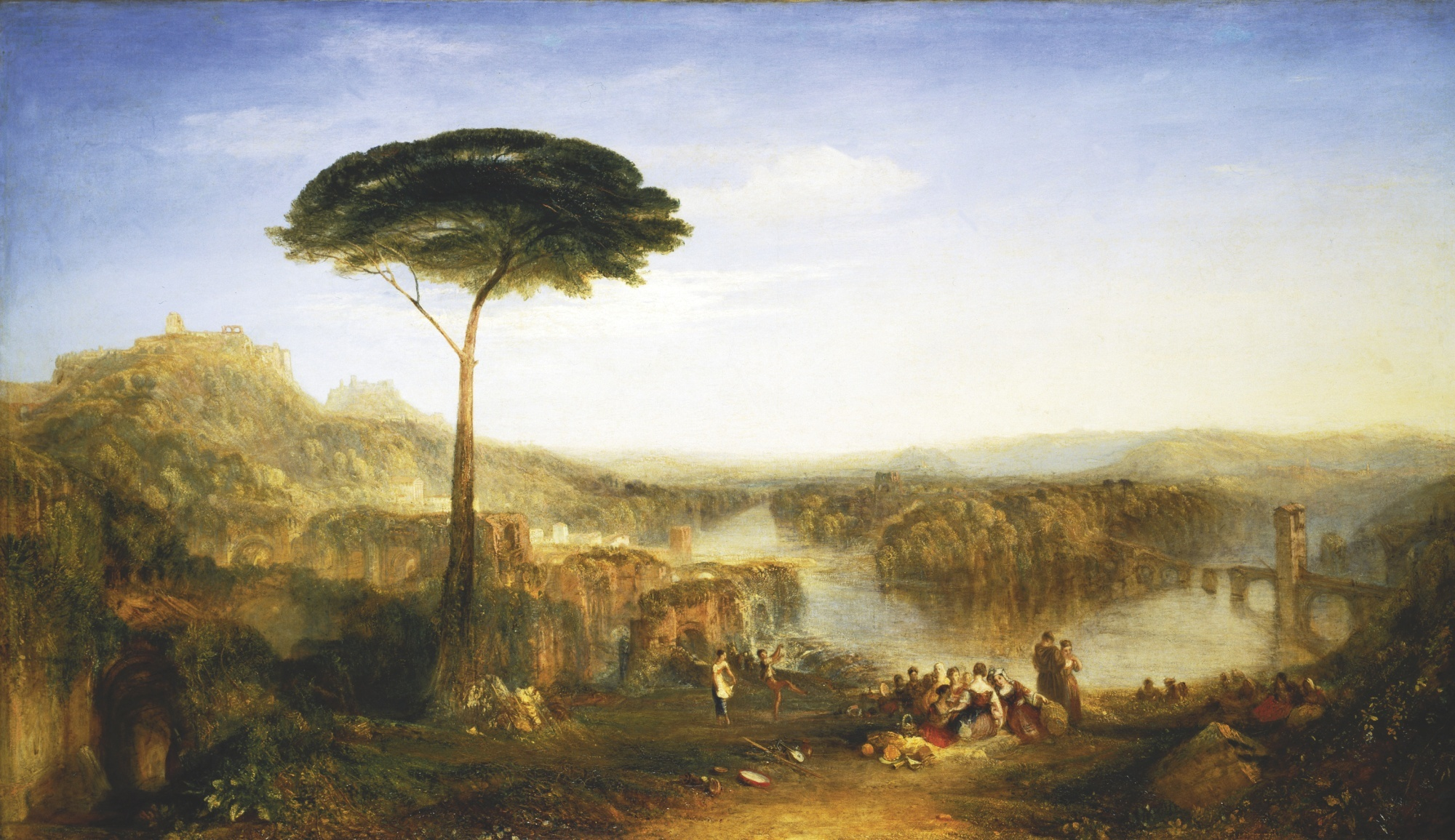
Childe Harold's Pilgrimage, par Joseph Mallord William Turner (1823).

Durant sa jeunesse, lord Byron se destinait à une carrière politique à la Chambre des lords, c'était même la raison de son premier départ pour la Grèce, connaître le monde pour former son jugement, et celle de son retour, comme il l'a formulé dans une boutade : « à mon retour, j'ai le projet de briser avec toutes mes relations dissolues, de renoncer à la boisson et au commerce de la chair, pour m'adonner à la politique et respecter l'étiquette ».
Mais ses déceptions parlementaires ainsi que le succès soudain et inattendu de Childe Harold l'ont incité à continuer la poésie : « ces débuts n'étaient pas décourageants — surtout mon premier discours […], mais aussitôt après mon poème Childe Harold est sorti — & plus personne n'a jamais songé à ma prose par la suite, ni moi non plus d'ailleurs — cela devint pour moi quelque chose de secondaire, que je négligeai, bien qu'il m'arrive de me demander si j'y aurais eu du succès ».
Il a commencé à écrire des poèmes en hommage à sa cousine Margaret Parker, morte jeune, dont il était fébrilement amoureux à l'âge de douze ans : « La première fois que je me suis lancé dans la poésie remonte à 1800. — C'était le bouillonnement d'une passion pour ma cousine germaine, Margaret Parker […], l'un des êtres évanescents les plus beaux qui aient été ».
Puis ses poèmes ne cessèrent d'osciller entre la mélancolie (Hours of Idleness, Childe Harold), les contes orientaux (Le Giaour, La fiancée d'Abydos, Sardanapale) et la satire (Bardes anglais et critiques écossais, Beppo, Don Juan).

### Poèmes mélancoliques
Hours of Idleness (Heures d’oisiveté ou Heures de paresse selon les traducteurs), son premier recueil paru en 1807 mais composé à différentes époques de sa jeunesse, Byron s’essaye à différents genres. Si les premiers poèmes, datant de 1802-1803 sont des éloges funèbres, regrettant ses amis et amours perdus (Sur la mort d'une jeune demoiselle, cousine de l'auteur et qui lui fut bien chère, Épitaphe d'un ami), il passe ensuite à des poèmes d'amour (À Caroline, Premier baiser de l'amour, Le dernier adieu de l'amour), des vers d'inspiration médiévale (Vers composé en quittant l'abbaye de Newstead), des regrets sur son enfance (Sur une vue lointaine du village et du collège d'Harrow sur la colline, Souvenirs d'enfance), des imitations d’Ossian (Oscar d'Alva. Légende, la Mort de Calmar et d'Orla). À partir de 1806 son ton se fait plus sarcastique.
Avec Le Pèlerinage de Childe Harold, dont les deux premiers chants sont composés lors de son voyage en Grèce, Byron a fait son choix. Utilisant la strophe spenserienne, il brosse le portrait d'un « libertin effronté » (shameless wight) qui fuit l'ennui de son existence par un voyage en Orient. Il en compose les chants III et IV après le scandale qui l'oblige à fuir l'Angleterre en 1817, assombrissant encore la tonalité du poème :
« Still round him clung invisibly a chain
Which galled for ever, fettering though unseen,
And heavy though it clanked not; worn with pain,
Which pined although it spoke not, and grew keen,
Entering with every step he took through many a scene. »
— Childe Harold.
        
« Il continua à sentir une invisible chaîne s'appesantir sur lui bien qu'on ne pût la voir,
son contact n'en était pas moins douloureux,
ses lourds anneaux ne résonnaient pas, mais son poids était pénible,
c'était une souffrance sans bruit qui accompagnait partout Harold
et devenait plus vive à chaque pas qu'il faisait »
— .

### Poèmes orientaux

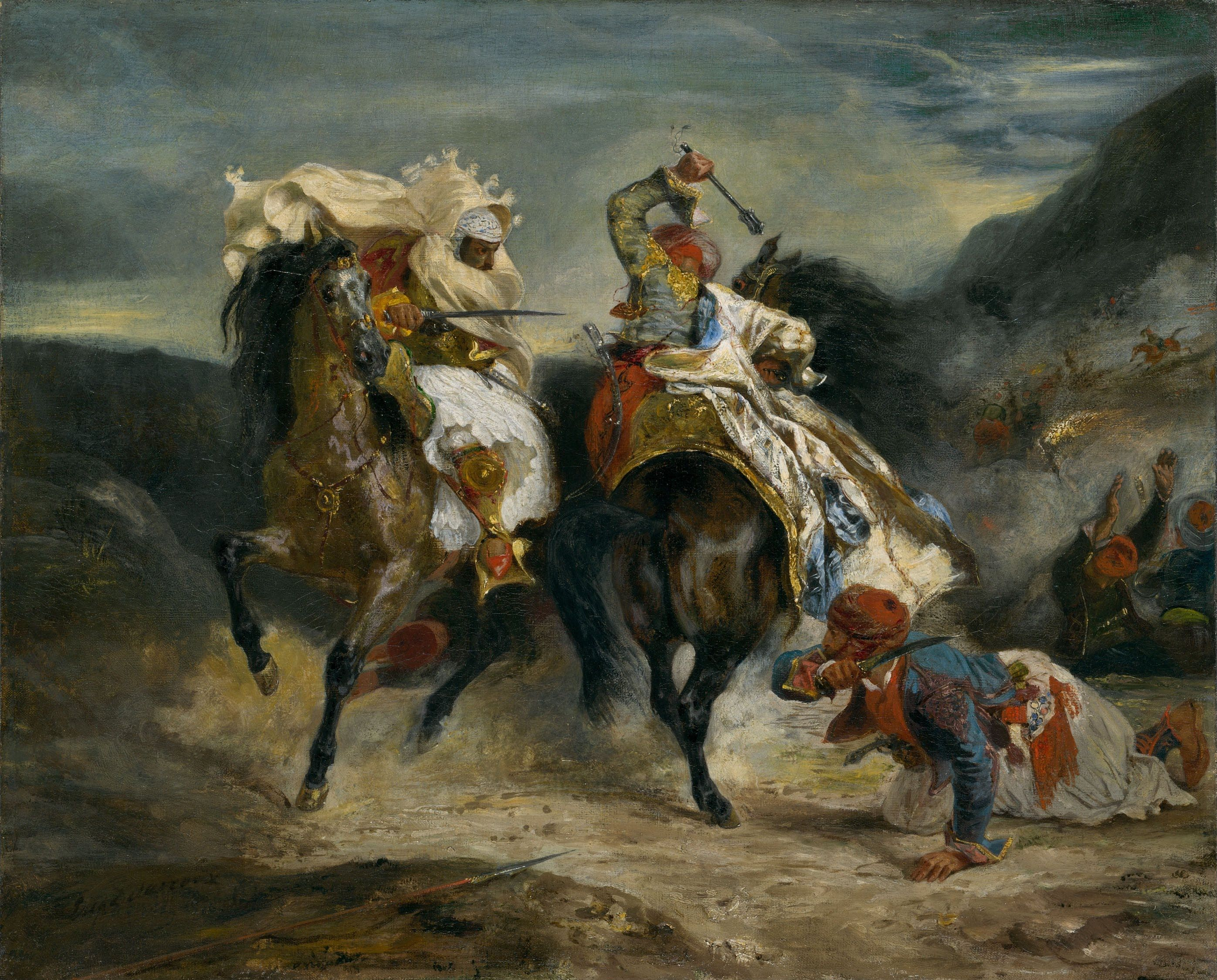
Combat du Giaour et du Pacha par Eugène Delacroix, 1827.

Dès l’enfance, Byron est attiré par l’Orient, depuis sa lecture de l’Histoire Turque, mais aussi des Mille et une nuits. C’est à la fois un Orient rêvé et un Orient dans sa dimension historique. C’est ce qui explique son voyage en Grèce et en Turquie, dont il reviendra à la fois admiratif et très critique, autant vis-à-vis des Turcs que des Grecs.
L'Orient que dépeint Byron est tragique. Ce sont des histoires d'amours impossibles qui se terminent par la mort, c'est une effusion de couleur et de sang. Il y mêle du merveilleux (Zuleïka se transforme en rose dans La fiancée d’Abydos), des combats (Le Corsaire, Le Giaour), de l'exotisme dans la description des paysages, des costumes (les caftans, les turbans), des rites et des superstitions (Le Giaour qui risque de se transformer en vampire)… Il s’intéresse autant à l’Orient contemporain, la Grèce soumise au joug Ottoman, qu’à l’Orient ancien avec Sardanapale, roi légendaire de Ninive.
Il revient souvent sur la question de la position des femmes pour les musulmans, comme dans Le Giaour : « Qui aurait pu lire dans le regard de la jeune Leïla, et conserver encore cette partie de notre croyance qui prétend que la femme n'est qu'une vile poussière, une poupée sans âme destinée aux plaisirs d'un maître ? ».

### Poèmes satiriques
C’est à partir de son exil vénitien qu'il se consacre presque exclusivement à la veine burlesque, avec Beppo, vaudeville sur fond de carnaval, puis Don Juan, épopée satirique laissée inachevée au dix-septième chant, où il fait montre d'un réel talent pour la rime et l’improvisation, où se livre à des réflexions humoristiques ou assassines (à l'égard, notamment, de Castlereagh, de Wellington ou du poète officiel Southey), à travers des digressions où fusent les traits d'esprit.

### Romantisme

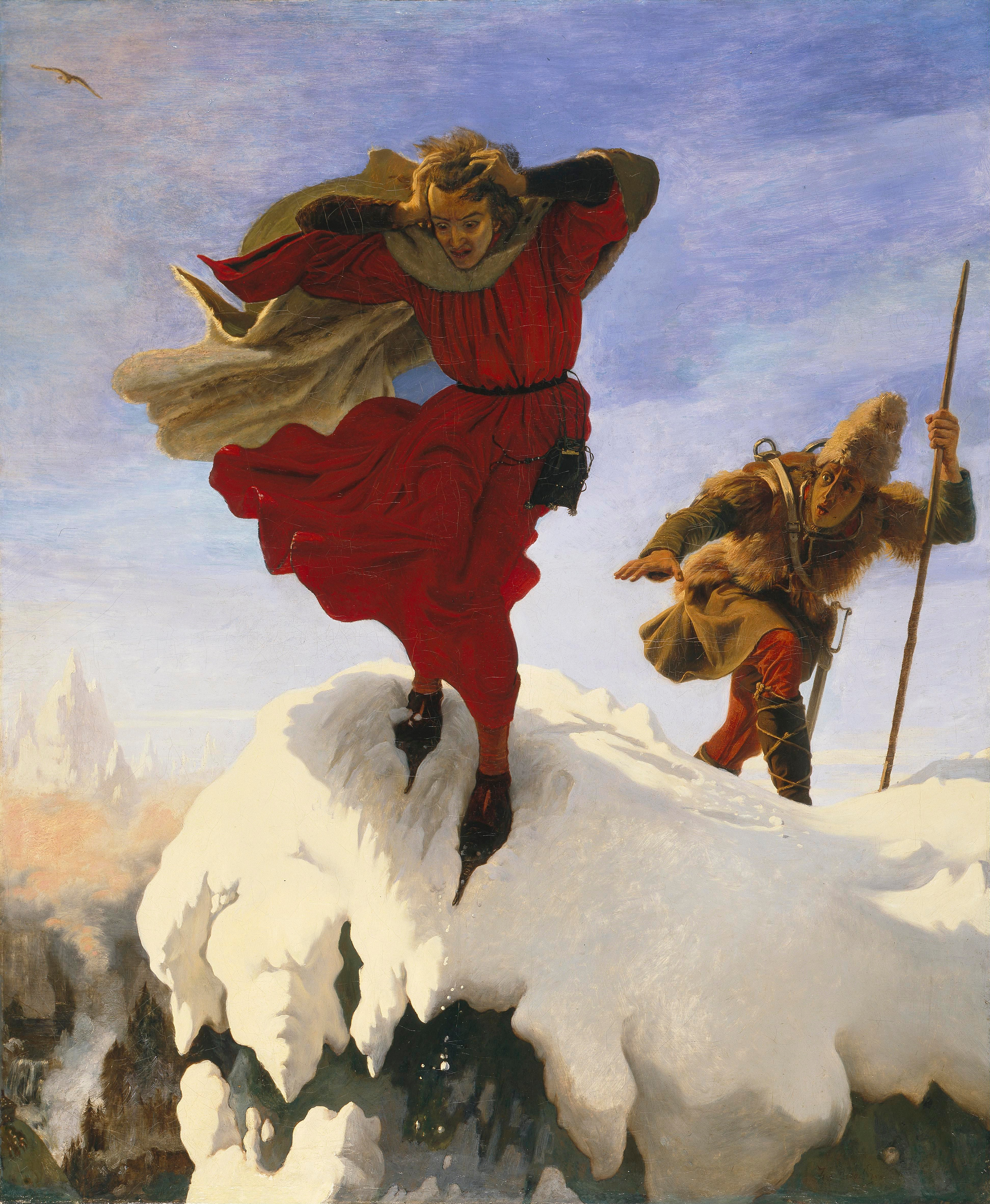
Manfred sur la Jungfrau par Ford Maddox Brown.

Lord Byron est l’un des plus grands poètes britanniques, à l'égal de Keats, dont il n’aimait pas la poésie ou de Shelley, son ami.
Grand admirateur du poète Alexander Pope, classique dans la forme, la strophe Spenserienne qu’il a beaucoup employée, ce sont ses thèmes qui font de lui un Romantique : violence des passions ; amours tragiques, souvent illicites ; goût pour les tempêtes et les paysages grandioses ; mélancolie des sentiments ; couleurs orientales ; importance accordée au Moi : « L’unique thème de Byron, c’est Byron et son brillant cortège d’amours, de sensations, d’aventures ; et son propre cœur la source unique de ses ouvrages. », même si, aussi « autobiographique que puisse être un livre, il n’est jamais l’imitation de la vie, mais la vie transfigurée, la vérité choisie. Byron est Harold et cependant il ne l’est pas. » Si ses personnages sont un reflet romanesque de lord Byron, ses créations ont aussi une influence sur lui, comme Walter Scott le dira en 1816, au moment de la disgrâce sociale ayant suivi sa séparation tumultueuse : Byron s'est transformé en son personnage (« Childe Harolded himself »), comme si son imagination avait pris le pas sur sa vie.
Romantique aussi le personnage du héros byronien qu'il invente dans Childe Harold et qu’il explore par la suite dans The Corsair, Lara, Manfred… C’est un homme tourmenté, désabusé, impassible, mystérieux, souffrant d’une blessure secrète, à la fois rebelle et proscrit, malheureux et sulfureux, dont le portrait de Lara est un bon résumé : « Il y avait en lui un mépris vital de toute chose, comme s’il eut épuisé le malheur. Il demeurait étranger sur la terre des vivants ; esprit exilé d’un autre monde, et qui venait errer dans celui-ci ».
Ses poèmes furent une source d'inspiration pour les peintres Romantiques pour leurs thèmes orientaux, comme La Mort de Sardanapale, Le Combat du Giaour et du Pacha, La fiancée d’Abydos, ou ceux de l’homme confronté aux éléments avec La barque de Don Juan d’Eugène Delacroix, ou à l’animal (Mazeppa) de Théodore Géricault.

## Œuvres

### Poésie
- Hours of Idleness, poésies originales et traduites (Hours of Idleness), 1807
- Bardes anglais et critiques écossais (1809)
- La Malédiction de Minerve (1811)
- Souvenirs d'Horace (1811)
- Le Pèlerinage du chevalier Harold (Childe Harold's Pilgrimage), 1812-1818
- Le Giaour (The Giaour) 1813
- La Fiancée d'Abydos (The Bride of Abydos), 1813
- Le valseur (1813)
- Le Corsaire (The Corsair), 1814
- Ode à Napoléon Bonaparte (1814)
- Lara (1814)
- Mélodies hébraïques (1815)
- Le Siège de Corinthe (1816)
- Parisina (1816)
- Porte-toi bien (1816)
- Un essai (1816)
- Stances à Augusta (1816)
- Le Prisonnier de Chillon (1816)
- La Complainte du Tasse (1817)
- Beppo, histoire vénitienne (1818)
- Mazeppa (1819)
- Don Juan (1819-1824)
- Pensées éparses (1821)
- L'Avatar irlandais (1821)
- La Prophétie de Dante (1821)
- La Vision du jugement (1822)
- L'Âge de bronze (1823)
- L'Île (1823)

### Théâtre
- Manfred (1817)
- Marino Faliero, doge de Venise (1820)
- Sardanapale (1821)
- Les Deux Foscari (1821)
- Caïn (1821)
- Le Ciel et la Terre (1821)
- Werner (1823)
- Le Difforme transformé (1824)

### Prose
- Discours parlementaires (1824)
- La Vie, les lettres et le journal intime de lord Byron - (En français) Journal de Ravenne. (1830)
- Lettres et journaux intimes, traduites par J. P. Richard et P. Bensimon, Albin Michel 1987
- Byron-Shelley, Écrits Romantiques et rebelles, Éditions de l’Épervier, 2010

### Éditions posthumes
On a publié un grand nombre d'éditions des Œuvres de Byron :
- les plus estimées sont celles :
  - de Londres, 1833, 17 volumes in-18, avec une Vie par Thomas Moore
  - de Paris, publiée par Baudry, 1832, 4 volumes in-8.

### Traductions
Les œuvres de Byron ont été traduites par Amédée Pichot (1819-1825, revue et corrigée jusqu'à la 7e édition en 1830 et rééditée très régulièrement tout au long du siècle), Paulin Paris (1830-1832), Benjamin Laroche (1836-1837), Louis Barré (1853). Orby Hunter en a traduit une partie en vers français (1841). Byron avait laissé soixante-dix feuillets d'une Vie qui ont été détruits par son éditeur et ses amis. Villemain lui a consacré une notice dans la Biographie universelle.
Le théâtre complet de Byron a été réédité en 2006. Les éditions d'Otrante ont publié une large sélection d'œuvres écrites ou publiées en 1816 dans une nouvelle traduction rythmée de Danièle Sarrat (2016), ainsi que Mazeppa et La Fiancée d'Abydos, traduits par la même (2019).
Une sélection de poèmes a été traduite en 1982 aux éditions Ressouvenances, puis rééditée aux éditions Allia en 2020, dans une édition bilingue.

## Autour de son œuvre
La vie et l’œuvre de Byron ont inspiré de nombreux musiciens, écrivains, peintres et réalisateurs.

### Littérature

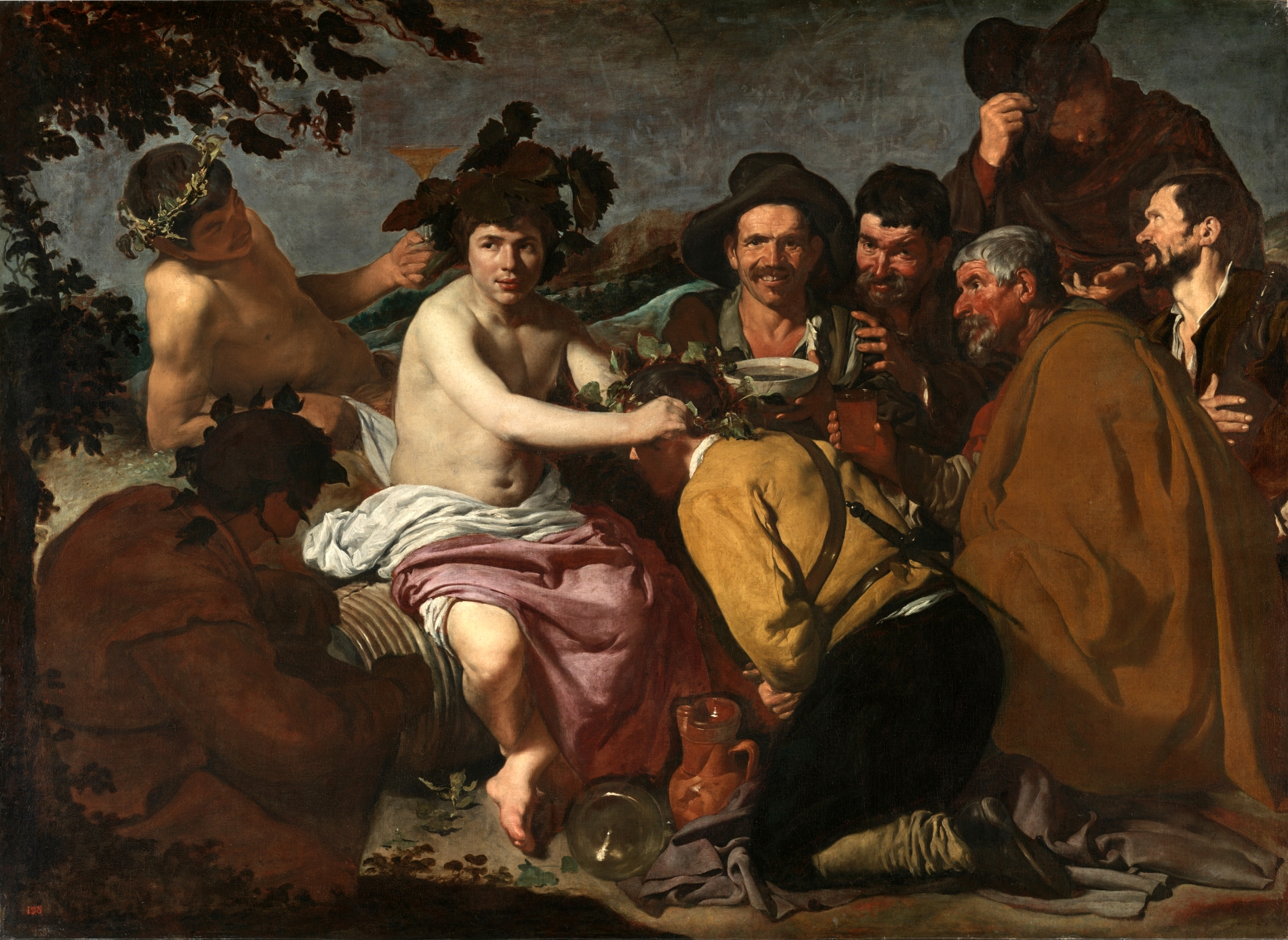
Les buveurs ou Le Triomphe de Bacchus, par Velázquez, 1629.

Dès 1817, Stendhal trouve dans les œuvres de lord Byron une source d’inspiration : « La connaissance de l’homme, […] si l’on se met à la traiter comme une science exacte, fera de tels progrès qu’on verra, aussi net qu’à travers un cristal, comment la sculpture, la musique et la peinture touchent le cœur. Alors ce que fait Lord Byron, on le fera pour tous les arts ».
Les œuvres complètes de Byron paraissent en France en 1820. Elles marquent toute la génération Romantique, dont Alfred de Vigny qui publie un essai sur Byron dans Le Conservateur littéraire, la revue de Victor Hugo.
Honoré de Balzac, très admiratif, en fait le modèle de son personnage du consul dans Honorine, et dans La Peau de chagrin il compare ses poèmes aux peintures de Velazquez, « sombres et colorés ». Dans Arthur d’Eugène Sue, les personnages d’Arthur et de Madame de Penafiel se plaignent du « génie malfaisant » de lord Byron, dont Walter Scott serait le contre-poison. Confondant le créateur et sa créature, Madame de Penafiel s’écrie : « Oh ! comme il s’est bien peint dans Manfred ! Tenez : le château de Manfred, si sombre et si désolé, c’est en vérité sa poésie ! c’est son terrible esprit ! ». Pour Théophile Gautier dans Les Jeunes-France, il est le modèle des jeunes romantiques qu'il caricature, cherchant à tout prix à se donner l’air byronien, dans leur coiffure, signature, aventure…
Pour toute une génération d’auteurs français, on ne retint de lord Byron que le côté sombre, oubliant la gaieté railleuse de son Don Juan.

### Musique classique
- Carl Loewe a publié en 1832 Mazeppa. Eine Tondichtung Nach Byron, Op. 27, pour piano.
- Hector Berlioz a composé en 1834 la symphonie avec alto solo intitulée Harold en Italie, œuvre inspirée du Childe Harold's Pilgrimage de Byron.
- Henry Rowley Bishop a composé la musique de scène du Manfred présenté par le Royal Opera House de Covent Garden à Londres en 1834.
- Gaetano Donizetti a écrit trois œuvres inspirées directement ou indirectement de Byron, Il Diluvio universale (1829-1830), Parisina (1833), Marino Faliero (1835).
- Giuseppe Verdi a composé en 1843-1844 un opéra I due Foscari, sur un livret de Francesco Maria Piave, emprunté au drame "Les deux Foscari".
- Louis Lacombe a composé une Symphonie dramatique d'après le Manfred de Lord Byron en 1847.
- Robert Schumann a composé son Manfred d'après Lord Byron, pour solistes, chœur et orchestre, op. 115, en 1848.
- Giuseppe Verdi a composé en 1848 un opéra Il corsaro, sur un livret de Francesco Maria Piave, emprunté au poème dramatique de Byron The Corsair.
- Franz Liszt a écrit un poème symphonique, Tasso, en 1849, sur le poème de Byron The Lament of Tasso.
- Adolphe Adam écrit une musique de ballet sur le The Corsair de Byron en 1856.
- Piotr Ilitch Tchaïkovski a composé sa symphonie Manfred, op. 58, en 1885.
- L'opéra en deux actes LByron - Un été sans été, sur un livret de Marc Rosich, d'Agosti Charles (compositeur catalan), a été présenté au Liceu de Barcelone, puis le 16 janvier 2011 au Staatstheater de Darmstadt, pour lesquels il a été conçu[112].
- Rufus Wainwright a composé en 2024 son oratorio Dream Requiem où Darkness, poème apocalyptique de Byron écrit en 1816, est récité[113].

### Ballets
- Le Corsaire est un ballet inspiré du poème The Corsair, sur un livret de Jules-Henry Vernoy de Saint-Georges et une musique d'Adolphe Adam créé en 1856 à l'Opéra de Paris dans une chorégraphie de Joseph Mazilier.
- Le Corsaire est repris en 1899 par Marius Petipa dans une nouvelle chorégraphie à Saint-Pétersbourg.

### Musiques diverses
à rédiger et à compléter
- Go No More A-Roving, par Leonard Cohen, paru dans l'album Dear Heather, est inspiré du poème de Byron portant le même titre.
- Dark Lochnagar, adaptation musicale du poème de Byron par le groupe Green Highland, a paru dans l'album Farewell to a Friend, 2007.
- Lord Byron Blues fait partie de Le London All Star, avec Jimmy Page), album British Percussion.
- A Curse Of The Grandest Kin, Set Sail To Mystery, introduction des quatre albums du groupe de Metal gothique The Vision Bleak avec un texte de lord Byron en 2010.
- Vista dans l'album All the Works of Nature Wich Adorn the World du groupe de Metal symphonique Nightwish cite un extrait du poème Le Pèlerinage de Childe Harold.

### Peinture
Ses œuvres ont beaucoup inspiré les peintres romantiques, notamment Turner, Gericault et Delacroix, ainsi que certains Pré-Raphaélites comme Ford Madox Brown.
Théodore Gericault, est l'un des premiers à s'emparer des thèmes byroniens. Son obsession morbide pour les chevaux, l'homme et l'animal trouve son incarnation dans Mazeppa. Gericault mourra d'ailleurs des suites de plusieurs chutes de cheval.
Plus qu'aucun autre artiste, Eugène Delacroix trouve dans les œuvres de Byron une source inépuisable de sujets pour ses peintures : Le naufrage de Don Juan (Musée du Louvre, Paris), Le Doge Marino Faliero condamné à mort (1826, Wallace collection de Londres), Le Prisonnier de Chillon (1834, musée du Louvre, Paris)… Il rencontre surtout chez Byron un écho à sa fascination pour l'Orient : la violence, des passions et des combats avec Le Combat du Giaour et du Pacha (1827, Art Institute de Chicago), le feu d'artifice des couleurs avec La mort de Sardanapale (1827-28, musée du Louvre, Paris) et l'exotisme des costumes avec La fiancée d'Abydos (1857, Kimball Art Museum), l'implication politique avec La Grèce sur les ruines de Missolonghi (1826, Musée des Beaux Arts de Bordeaux).
Mais d'autres peintres romantiques en furent également très inspirés : Charles Durupt, Manfred et l'esprit, 1831, comme Ary Scheffer Le Giaour, 1932 — deux toiles appartenant au Musée de la vie romantique, Hôtel Scheffer-Renan, Paris, ainsi que des graveurs tel Émile Giroux en France.

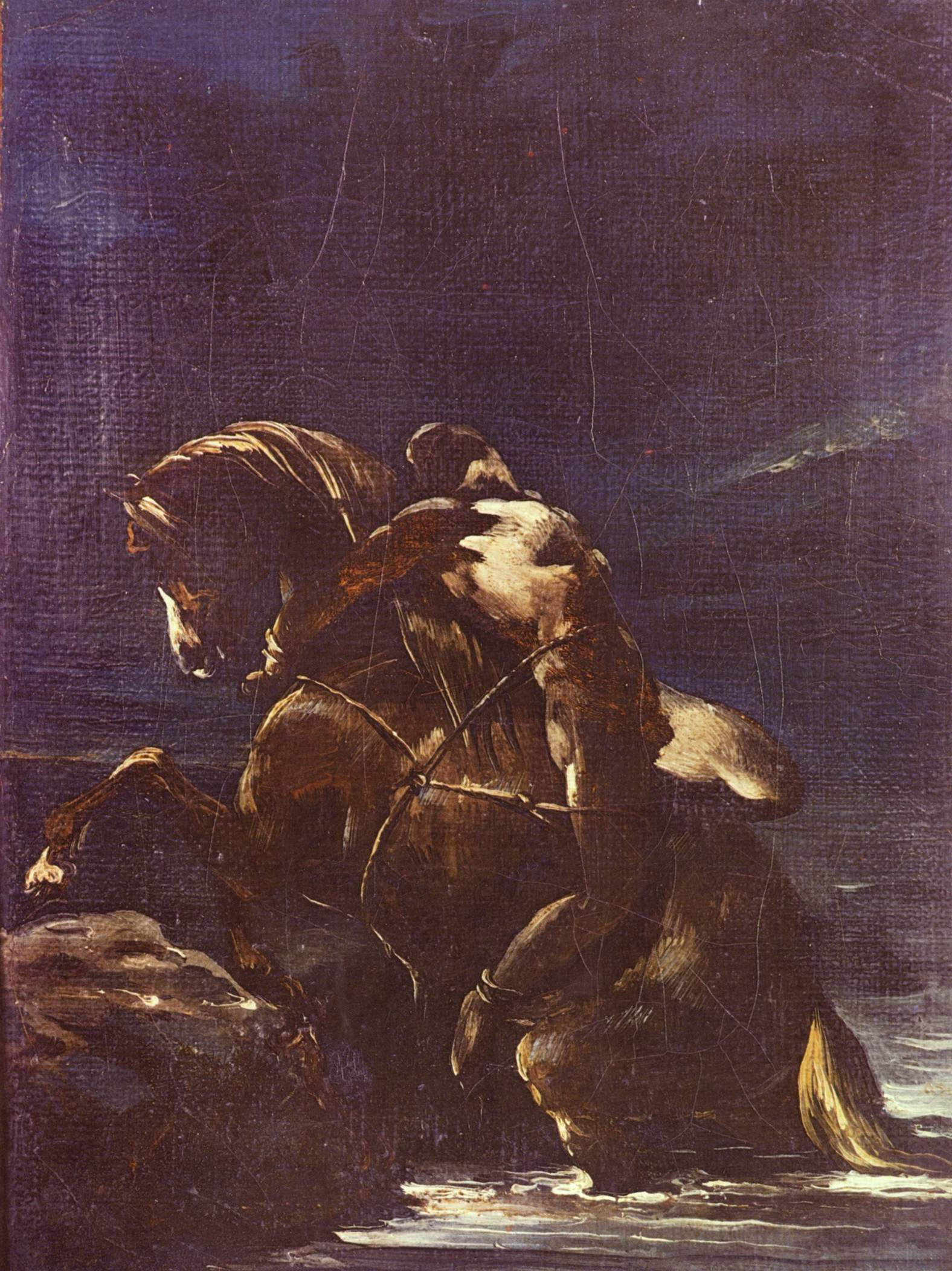
Mazeppa de Théodore Gericault
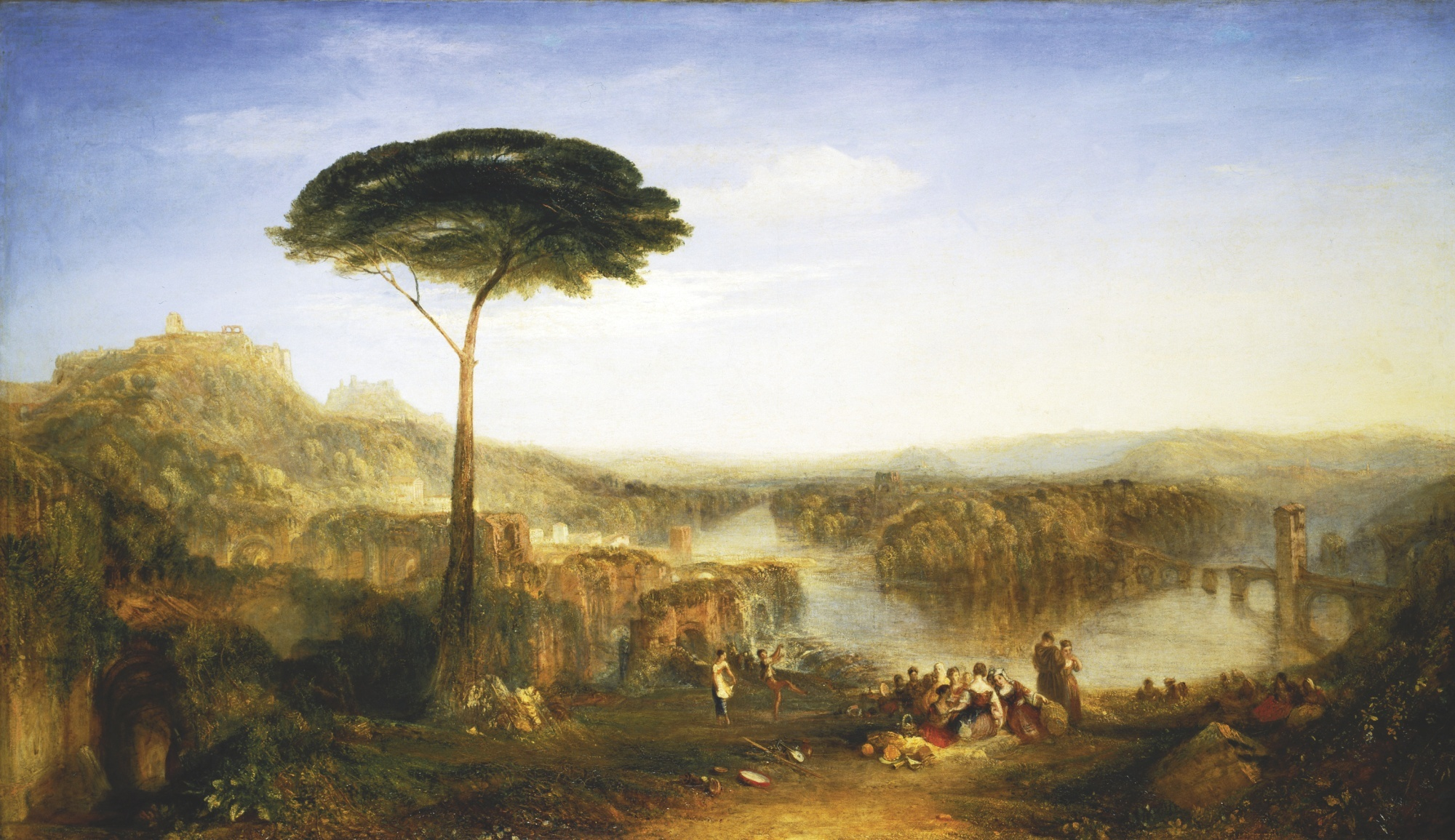
Childe Harold de Turner, 1826
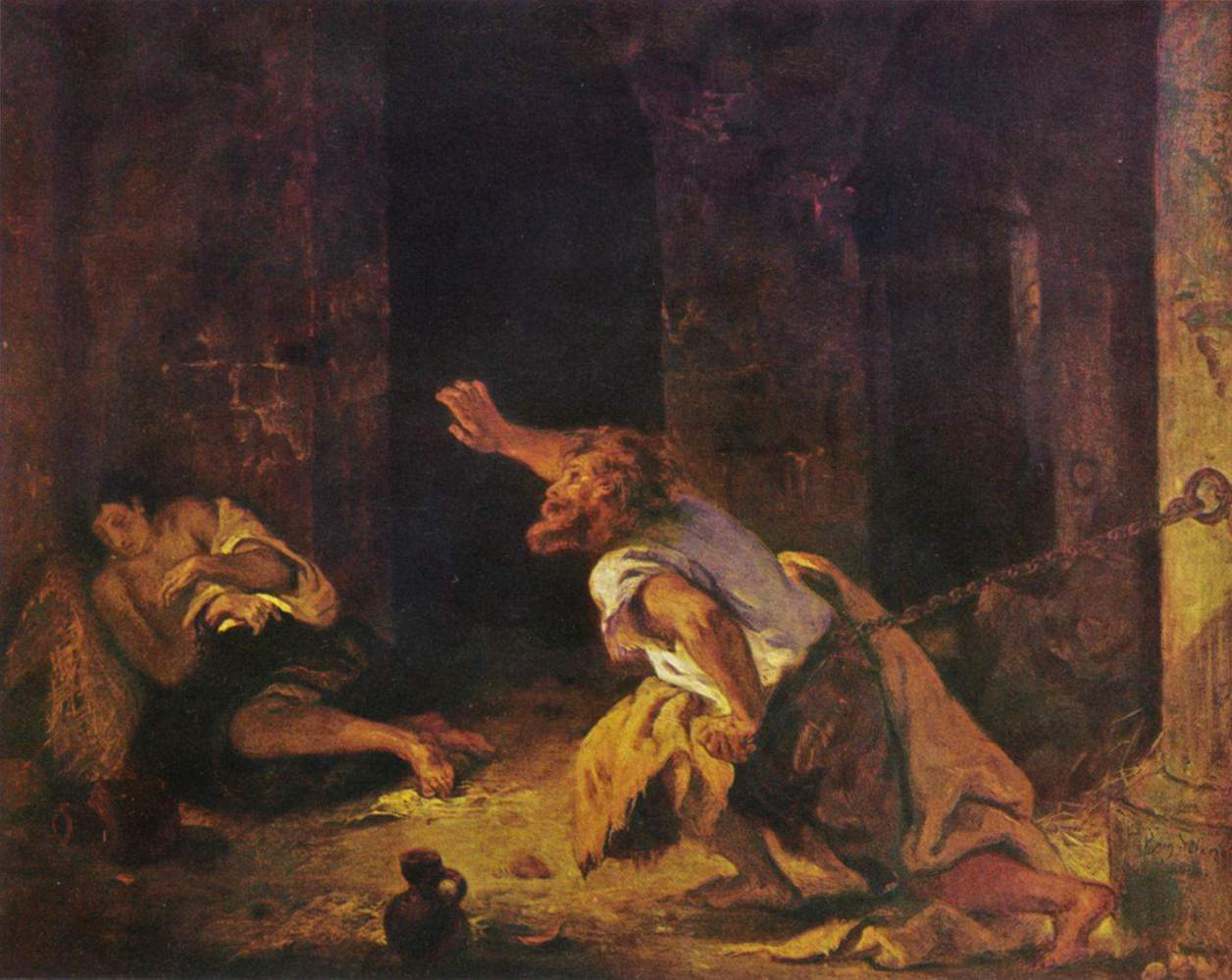
Le Prisonnier de Chillon d’Eugène Delacroix
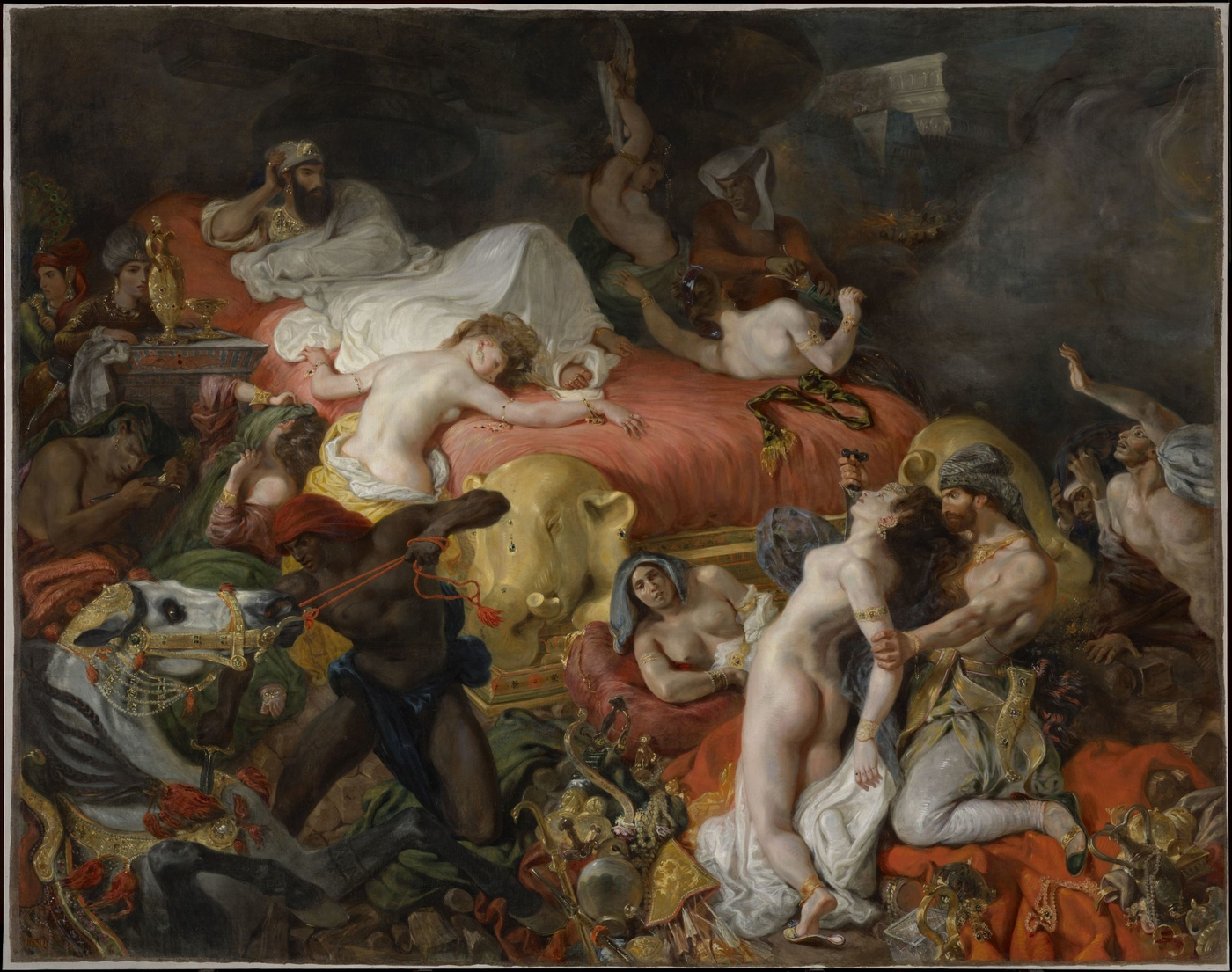
La Mort de Sardanapale d’Eugène Delacroix
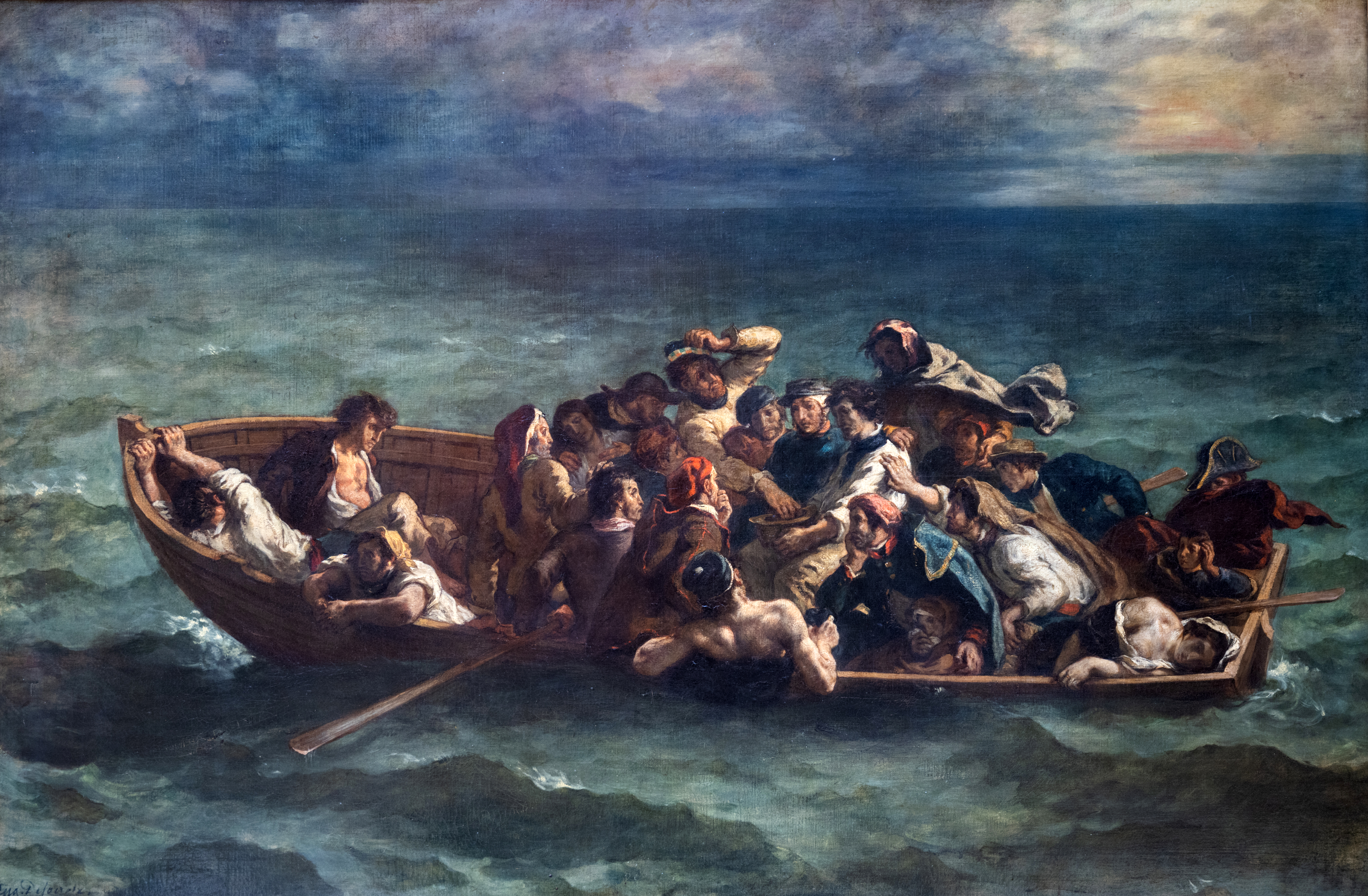
La Barque de don Juan d’Eugène Delacroix
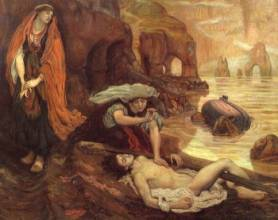
Haydée découvrant Don Juan par Ford Maddox Brown

### Romans et poèmes

Byron, 1830

Lord Byron a inspiré de nombreux auteurs en tant que lui-même ou en personnage fantastique, que ce soit sous forme de fantôme, de vampire ou d’immortel.
- Byron figure à peine travesti dans le roman de lady Caroline Lamb Glenarvon, publié en 1816.
- Byron a largement servi de modèle au personnage de lord Ruthven dans le Vampire de John Polidori (recopié et augmenté à partir d'un fragment de nouvelle écrit par Byron lui-même).
- Gérard de Nerval (1808-1855)) a composé un poème intitulé Pensée de Byron, Élégie, paru dans son recueil Odelettes[116].
- Lawrence Durrell a écrit, sous la forme d'un monologue lyrique, un poème intitulé Byron, publié en 1944.
- Dans son roman Le Tour du monde en quatre-vingts jours (1873), Jules Verne décrit Phileas Fogg en ces termes : « On disait qu’il ressemblait à Byron, — par la tête, car il était irréprochable quant aux pieds, — mais un Byron à moustaches et à favoris, un Byron impassible, qui aurait vécu mille ans sans vieillir ».
- Byron est dépeint dans la pièce Camino Real de Tennessee Williams de 1953.
- Frederic Prokosch, Le manuscrit de Missolonghi, roman, Stock, 1968 (réédition 10/18, 1987 et 1998).
- Byron apparaît comme personnage dans deux romans de Tim Powers, The Anubis Gates paru en 1983 et The Stress of Her Regard en 1989.
- Paul West, Le médecin de lord Byron, est un roman où lord Byron est vu au travers du regard de John William Polidori, paru chez Rivages en 1991.
- La pièce de Théâtre de Tom Stoppard, Arcadia publié en 1993 chez Faber and Faber, fait dialoguer passé et présent en prenant pour point de départ la question : pourquoi Byron a-t-il subitement quitté l'Angleterre en 1809 ?
- Sigrid Combüchen, Byron à la folie, roman prenant pour point de départ des admirateurs de lord Byron exhumant son corps en 1938, paru chez Actes Sud en 1993.
- Lord Byron apparaît dans la nouvelle Wall, Stone Craft de Walter Jon Williams, parue en 1994.
- Tom Holland, dans son roman The Vampyre: Being the True Pilgrimage of George Gordon, Sixth Lord Byron, paru en 1995, a décrit Byron sous les traits d'un vampire lors de son premier voyage en Grèce[N 18].
- Susanna Roxman, Allegra, recueil Broken Angels, Dionysia Press, Édimbourg, 1996 : poème concernant la fille de Byron et de Claire Clairmont. Byron y figure sous l'appellation « Papa ».
- The Black Drama par Manly Wade Wellman paru en 2001[117], d'abord publié dans Weird Tales, concerne la redécouverte et la mise en scène d'une pièce oubliée de Byron (que Polidori a plagiée dans son The Vampyre), par un homme prétendant descendre du poète.
- Byron apparaît comme leader de l’Industrial Radical Party dans le roman uchronique La Machine à différence de William Gibson et Bruce Sterling paru en France en 1999 chez Robert Laffont.
- Lord Byron est le « roi fou » de l’Angleterre dans le roman Jonathan Strange & Mr Norrell de Susanna Clarke paru 2004 et prochainement adapté au cinéma.
- Byron apparaît en immortel dans le roman Divine Fire, de Melanie Jackson paru en 2005.
- L'esprit de Byron est l'un des personnages principaux de la série fantastique Ghosts of Albion, par Amber Benson et Christopher Golden paru en 2005.
- Le roman Lord Byron's Novel: The Evening Land de John Crowley paru en 2005, raconte la redécouverte d’un manuscrit perdu de lord Byron.
- Byron apparaît dans le roman Edward Trencom's Nose de Giles Milton paru en 2007.
- Katherine Neville, The Fire, publié en 2008, présente un portrait de Byron.
- Dans L’homme qui voulait tuer Shelley de l’écrivain italien Giuseppe Conte paru en 2008 chez Phébus, Byron est l’un des suspects pour l’assassinat supposé de Shelley.
- Dans son roman The History of Lucy's Love Life in Ten and a Half Chapters publié en 2008, Lucy Lyons se sert d'une machine à remonter le temps pour revisiter l'année 1813 et y rencontrer Byron, son idole.
- La pièce A Year Without A Summer écrit en 2008 par Brad C. Hodson, concerne Byron, Polidori, les Shelleys et Claire Clairmont pendant le célèbre été de 1816 à la Villa Diodati, et sera prochainement adapté au cinéma.
- Les romans de Benjamin Markovits, Imposture et Un ajustement tranquille parus en 2009 chez Christian Bourgois pour la traduction française, racontent de façon romancée l’épisode du mariage de lord Byron avec Annabella Millbank.
- Rachel Hawkins dans son roman Hex Hall paru chez Albin Michel dans la collection Wizz en 2009, fait allusion à lord Byron.
- Stephanie Barron fait apparaître lord Byron en tant que suspect dans le roman policier paru en 2010, Jane and the Madness of Lord Byron.
- Michael Thomas Ford dans le roman Jane Bites Back paru en 2010, fait de Byron un méchant vampire opposé à Jane Austen.
- Dan Chapman dans la nouvelle The Postmodern Malady of Dr Peter Hudson paru en 2010 sur Lulu.com, commence à la mort de lord Byron et utilise des éléments de la vie de Byron pour son personnage.
- Lamartine en fait le sujet principal du long poème L'Homme, deuxième pièce des Méditations poétiques. « Qui que tu sois, Byron, bon ou fatal génie, / J'aime de tes concerts la sauvage harmonie. »

### Cinéma et télévision
- 1935 : La Fiancée de Frankenstein, filme américain de James Whale, avec Gavin Gordon dans le rôle de Byron (prologue)  ;
- 1949 : Les Amours de Lord Byron (The Bad Lord Byron), film biographique britannique de David MacDonald ;
- 1973 : Gothic, téléfilm français de Pierre Bureau, avec Jean-François Poron dans le rôle de Byron ;
- 1986 : Gothic, film britannique de Ken Russell, avec Gabriel Byrne dans le rôle de Byron ;
- 1988 : Remando al viento, film espagnol de Gonzalo Suarez, avec Hugh Grant dans le rôle de Byron ;
- 1988 : Haunted Summer, film américain de Lewis John Carlino, avec Philip Anglim dans le rôle de Byron ;
- 1990 : Frankenstein Unbound (La Résurrection de Frankenstein), film américain de Roger Corman, avec Jason Patrick dans le rôle de Byron ;
- 1992 : Byron, ballade pour un démon, film grec de Níkos Koúndouros ;
- 1997 : Highlander, série télévisée franco-canadienne de Gregory Widen ;
Byron, joué par Jonathan Firth, est le héros, devenu rock star décadente, de l’épisode 19 de la 5e saison, Byron, l'Ange Noir ;
- 1997 : Star Trek: Voyager, série télévisée américaine de Rick Berman, Michael Piller et Jeri Taylor ;
Byron, joué par Christopher Clarke, fait une apparition dans l'épisode L'Ennemi intérieur (3.18). Il est cité parmi les plus grands esprits ayant existé, aux côtés de Gandhi, Socrate, Léonard de Vinci, ou encore Marie Curie, et est vu débattant avec Gandhi au début de l'épisode.
- 2000 : Pandemonium, film britannique de Julien Temple, avec Guy Lankester dans le rôle de Byron ;
- 2003 : Byron, téléfilm biographique britannique de Julian Farino, avec Jonny Lee Miller dans le rôle de Byron ;
- 2007 : Into the Wild, film américain de Sean Penn racontant l'histoire de Christopher McCandless. Une citation de Byron apparaît à la première minute du film ;
- 2020 : Doctor Who , série télévisée britannique créée par Sydney Newman et Donald Wilson ;
Dans l'épisode Apparitions à la villa Diodati (12.8), le Docteur et ses compagnons rencontrent lord Byron, les Shelley, Claire Clairmont et John Polidori qui séjournent à la villa Diodati. Ensemble, ils affronteront un Cyberman au cours d'une nuit qui sera censée avoir inspiré à Mary Shelley son roman Frankenstein.

### Bande dessinée
- Dans La Maison dorée de Samarkand d'Hugo Pratt (1986), Corto Maltese se sert de notes du baron Corvo pour rechercher à Rhodes les mémoires grecs de Lord Byron, cachées par Trelawnay et qui donneraient des indices pour localiser le trésor d'Alexandre le Grand.
- Dans Équatoria de Juan Díaz Canales et Rubén Pellejero (2017), Corto se trouve à Venise, quand il évoque à son amie Aïda la vie de Lord Byron dans cette ville.

### Divers
- Un cratère a été appelé Byron sur la surface de Vénus, et un autre, Byron 3306, sur celle d'un astéroïde de Mercure.
- Une grotte de Porto Venere est dédiée au souvenir de Byron.
- La Coppa Byron (Coupe Byron) est une manifestation sportive de 7,5 km de Porto Venere à San Terenzo (ou à Lerici) se déroulant fin août, comprenant la traversée à la nage du golfe de la Spezia, créée en 1949 par l’industriel italien Jean-Baptiste Bibolini, en hommage à lord Byron qui avait effectué cette traversée en 1822[118].
- La terrasse inférieure de la Cascade des Marmore, à Terni en Italie, que Byron a chantée dans Childe Harold, est appelée Esplanade Byron : sur un rocher figure une plaque où est inscrit le texte de son poème.
- La Grèce a décidé en octobre 2008 que le 19 avril, jour de la mort de Byron, deviendrait une journée nationale de commémoration en son honneur[119].
- À Missolonghi, où il est mort, se dresse une statue de lord Byron et un jardin porte son nom. Par ailleurs, un portrait de lui par Theódoros Vryzákis se trouve dans un musée de la ville[120].